# Bolivia
La Bolivia, ufficialmente Stato Plurinazionale della Bolivia (in spagnolo Estado Plurinacional de Bolivia; in quechua Puliwya Achka Aylluska Mamallaqta; in aymara Wuliwya Walja Ayllunakana Marka; in guaraní Tetã Hetate'ýigua Mborívia), è uno Stato dell'America meridionale, situato nel centro del continente. La sua superficie è di 1 098 581 km². Secondo il censimento svolto nel 2012 contava 10 027 254 abitanti. Confina a nord, nord-est e a est con il Brasile, a nord-ovest con il Perù, a sud con l'Argentina, a sud-est con il Paraguay e a sud-ovest con il Cile. La Bolivia ha come capitale costituzionale e giudiziaria Sucre, e come centro legislativo e governativo La Paz. Stato senza sbocco al mare, nel 2010 ha stretto un accordo con il vicino Perù, grazie al quale ha ottenuto per 99 anni l'uso del porto di Ilo.
A livello economico la Bolivia all'inizio del XXI secolo è uno Stato a medio reddito; dall'elezione di Evo Morales come presidente della Repubblica, l'economia del Paese andino è nettamente cresciuta con tassi di crescita in media del 5% (una delle più alte della regione) e con una riduzione della povertà dal 38% al 18%.

## Storia

### Storia precolombiana
Questa parte del continente americano è abitata da circa 15.000-20.000 anni. Nelle regioni andine dell'attuale Bolivia fiorirono numerose culture di cui la più importante è forse quella Tiahuanaco, che si sviluppò tra il II secolo a.C. e il XIII secolo nella parte meridionale del lago Titicaca.
Molto più recente il dominio Inca, che data il XV secolo, il cui impero venne sottomesso dalla conquista spagnola di Francisco Pizarro anche grazie alle lotte interne per il potere.
Nella zona dei bassopiani tropicali, in epoche anteriori alla cultura Tiahuanaco, si svilupparono complesse organizzazioni umane che crearono e controllarono estese opere di ingegneria idraulica, nelle savane e foreste dell'attuale regione del Beni. La cultura delle Lomas di Moxos e Baures permise per quasi 3 000 anni l'esistenza di una densa popolazione che riuscì a convivere con le periodiche inondazioni di imponenti affluenti del Rio delle Amazzoni, come il Mamoré, Beni e Iténez.

### Colonizzazione spagnola
La conquista dell'Impero Inca da parte di Francisco Pizarro aprì la strada alla sottomissione della Bolivia nel 1535 e alla creazione della Real Audiencia de Charcas, parte del Vicereame del Perù, che comprendeva tutto ciò che è attualmente in territorio boliviano. La distinzione dal Perù avvenne perché, per ordine di Carlo V, nel 1534 furono assegnate 260 leghe a Pizzarro che andavano da Tumbes a sud, e altre 200 leghe a Diego de Almagro a sud di queste. Juan de Saavedra che agli ordini di Almagro arrivò nel 1535 dalle parti del Titicaca, fondando prima Paria e l'anno dopo Tupiza. Gonzalo Pizarro guidò una spedizione nell'Altiplano, mentre Pedro de Anzures fondò ciudad de la Plata de la Nueva Toledo, l'attuale Sucre.
Più tardi, nel 1548, Pedro de la Gasca mandò Alonso de Mendoza a fondare Nuestra Señora de La Paz, e nel 1559 venne creata la Real Audiencia de Charcas con sede a Chuquisaca, dipendente dal Vicereame del Perù con sede a Lima. Due anni più tardi, a valle, il capitano Ñuflo de Chaves fondò Santa Cruz de la Sierra, e il viceré Francisco de Toledo mandò a fondare Cochabamba nel 1571, Tarija nel 1574 e Tomina nel 1575.
Potosí era una delle città più importanti della regione a quel tempo, gli spagnoli avevano scoperto che il sottosuolo circostante era ricco di preziosi minerali (mercurio, oro, argento e altri) e sfruttando la manovalanza indigena la convertirono in una lussuosa città. Tuttavia negli ultimi decenni del XVIII secolo la città iniziò a spopolarsi, a causa della scoperta di giacimenti ancor più ricchi in altre zone dell'Impero spagnolo. Fu in quegli anni che, dopo due secoli di dipendenza da Lima, la Real Audiencia di Charcas passò sotto la giurisdizione del neonato Vicereame del Río de la Plata, che aveva sede a Buenos Aires.

### Dalle ribellioni all'indipendenza
L'indipendenza dell'Alto Perù, nome dato a quel tempo al territorio dell'attuale Bolivia, dipese indirettamente anche dall'indipendenza dagli spagnoli del Vicereame del Río de la Plata. Per contenere l'avanzata da sud degli indipendentisti delle Province Unite del Río de la Plata, il viceré del Perù, José Fernando de Abascal, con un decreto ripristinò provvisoriamente la dipendenza della Real Audiencia di Charcas al Vicereame del Perù, e vi dispiegò un potente esercito.
Tra il 1810 e il 1826, l'Alto Perù fu teatro di infiniti combattimenti e battaglie tra i realisti peruviani e alto-peruviani e patrioti argentini, ai quali si aggiunsero i patrioti del Perù e della Gran Colombia, che cercavano di estendere l'indipendenza di tutta l'America Latina dalla Spagna. Fu decisiva la battaglia di Ayacucho, dove il generale Antonio José de Sucre, agli ordini di Simón Bolívar, sconfisse definitivamente l'esercito spagnolo, liberando dal loro dominio anche il territorio dell'Alto Perù.
Simón Bolívar fu il primo presidente della Bolivia, anche se dopo pochi mesi nominò proprio Sucre come presidente del neo Stato andino, carica che mantenne fino al 1828, quando dissidi politici e una serie di rivolte interne lo convinsero a rinunciare all'incarico presidenziale.

### Storia della Repubblica

Territori persi dalla Bolivia nelle diverse guerre di confine

#### Le guerre di confine
Tra il 1828 e il 1900 la Bolivia fu in guerra aperta o latente un po' con tutti gli Stati confinanti (Perù, Cile, Paraguay e Brasile), per questioni di confine e per il controllo di giacimenti minerari o risorse forestali (1899-1900 guerra dell'Acre per il controllo dell'estrazione del caucciù). La presidenza di Andrés de Santa Cruz, durata un decennio, portò importanti sviluppi economici e sociali al Paese; fondò la Confederazione Perù-Bolivia, tuttavia fu visto come una minaccia dai Paesi vicini, come Cile e Argentina, oltre a dissidenti peruviani che scatenarono la guerra della Confederazione. Inizialmente la Confederazione sconfisse e scacciò i cileno-argentini; tuttavia, nonostante la firma di un trattato, un esercito composto da cileni e peruviani dissidenti scatenò una nuova offensiva, e con la battaglia di Yungay riuscirono a sconfiggere l'esercito di Santa Cruz.
Un altro importante conflitto fu certamente la guerra del Pacifico (1879-1884), in cui Bolivia e Perù si scontrarono con il Cile. La sconfitta nel conflitto e i successivi trattati di pace, sottoscritti e approvati dal governo boliviano, portarono alla cessione del litorale oceanico della Bolivia che così perse il suo accesso al mare.
La Bolivia non si fece coinvolgere nella prima guerra mondiale, ma provocò il primo conflitto moderno del continente americano: la guerra del Chaco (1932-1935) contro il Paraguay. La disfatta di fronte al più debole Paraguay, che portò alla perdita di parte del territorio del Chaco Boreal, nel sud-est del Paese, fu causata anche dai gravi conflitti interni al suo esercito, la corruzione di parte degli ufficiali di maggior grado e la quasi totale estraneità del territorio del Chaco alla realtà nazionale boliviana.

#### Storia moderna
La guerra del Chaco portò al potere una nuova generazione di militari, con una forte enfasi nazionalista. Internamente la situazione restava caotica, con il dominio economico e sociale dei baroni dello stagno (come Carlos Víctor Aramayo) che controllavano l'intera economia nazionale. Fu opera di questi la destituzione degli ufficiali nazionalisti e l'instaurazione di un governo pro-USA che partecipò formalmente alla seconda guerra mondiale. Questa partecipazione generò solo maggior risentimento nella popolazione, giacché si limitò alla fornitura agli USA di materia prima a prezzi irrisori, senza nessun reale riconoscimento per l'economia nazionale.
Tutto ciò contribuì all'avvenimento storico di maggior importanza dall'indipendenza: la rivoluzione del 1952. Artefice della rivoluzione fu Víctor Paz Estenssoro e il Movimento Nazionalista Rivoluzionario. Venne istituito il suffragio universale, furono nazionalizzate le miniere di stagno e nel 1953 si decretò la riforma agraria. Con la rivoluzione nazionalista la Bolivia uscì, secondo l'opinione di molti, dall'età feudale.

#### Storia contemporanea

Nel 1971 Hugo Banzer Suárez, sostenuto dalla CIA, espulse con la forza il presidente Torres in un colpo di Stato

L'MNR restò al governo, con importanti successi elettorali, fino al 1964, quando un colpo di Stato militare portò alla presidenza il generale René Barrientos Ortuño; fu durante il suo governo che si sviluppò la Guerriglia del Ñancahuazú organizzata dal Che nel Dipartimento di Santa Cruz. Fu lui a dare l'ordine di assassinare Ernesto "Che" Guevara il 9 ottobre 1967. Barrientos morì l'anno dopo in un misterioso incidente aereo. Furono periodi di colpi di Stato militari, anche qualcuno di sinistra. In quegli anni, la Bolivia partecipò al piano continentale di repressione e assassinio degli oppositori politici denominato Plan Condor, assieme a Cile, Argentina, Brasile, Paraguay, Perù e Uruguay. Al generale Hugo Banzer Suárez succedette Luis García Meza Tejada, che instaurò l'epoca della narco-dittatura, in cui la cocaina e il narcotraffico diventarono strumento di pianificazione economica dello Stato. A sorreggere il potere di Meza e del suo ministro dell'interno, Arce Gomez, furono anche squadre di neonazisti e neofascisti italiani (tra i quali il terrorista Stefano Delle Chiaie e Pierluigi Pagliai).
Con il governo democratico di Siles Zuazo (1982-1985) si aprì il periodo di stabilità politica che dura tutt'oggi. La grave crisi economica durante questo primo governo, con un'inflazione a vari zeri, portò a una nuova presidenza del MNR con Víctor Paz Estenssoro (1985-1989) che risanò l'economia al prezzo di gravi disagi sociali. La politica economica strutturata dall'MNR, definita neoliberale, proseguì con la presidenza di Paz Zamora, del Movimento della Sinistra Rivoluzionaria (Movimiento de Izquierda Revolucionaria o MIR), appoggiato dal partito dell'ex dittatore Banzer.
Nel 1993 tornò al governo l'MNR con Gonzalo Sánchez de Lozada, detto Goni (1993-1997). Si trattava di un governo riformista di impronta neoliberale, con l'appoggio di alcuni partiti della sinistra boliviana. Durante la presidenza di Sanchez de Lozada si promulgarono molte importanti leggi di riforma sociale ed economica, come la legge di partecipazione popolare, la legge dell'Istituto Nazionale della Riforma Agraria (INRA), e quella forestale. Si avviarono anche i processi di privatizzazione di molte compagnie statali che portarono a contestazioni e accuse di vendere la Patria agli stranieri. Successivamente, durante la presidenza dell'ex dittatore Hugo Banzer (1997-2001), sostenuto da un'incontrollabile e corrotta mega coalizione di partiti di varia tendenza populista, furono capitalizzate anche le due raffinerie boliviane. Dopo la disastrosa presidenza di Banzer e, alla sua morte per un cancro ai polmoni, del vicepresidente Jorge Quiroga (2001-2002), l'economia boliviana era al tracollo. Inoltre, durante la presidenza Banzer incominciarono con forza le lotte popolari con la rivolta dell'acqua a Cochabamba nel 2000, lotte che si sarebbero poi consolidate negli anni seguenti.
Nel 2002 è stato rieletto alla presidenza Sánchez de Lozada. Nel febbraio del 2003 una sommossa della polizia ha fatto rimanere il Paese senza forze dell'ordine per tre giorni e ha portato a uno scontro armato di alcuni reparti della polizia con l'esercito. Nell'ottobre del 2003, la sommossa si è estesa e ha avuto come epicentro la città altipianica di El Alto, cresciuta vertiginosamente negli ultimi anni, diventando la terza città della Bolivia.
El Alto ha bloccato i rifornimenti a La Paz, l'esercito ha sparato sulla folla e il bilancio è stato di una sessantina di morti. La situazione per Sánchez de Lozada si è fatta insostenibile dopo che il vicepresidente Carlos Mesa (2003-2005) ha ritirato il suo appoggio al governo. Goni è così fuggito negli USA.

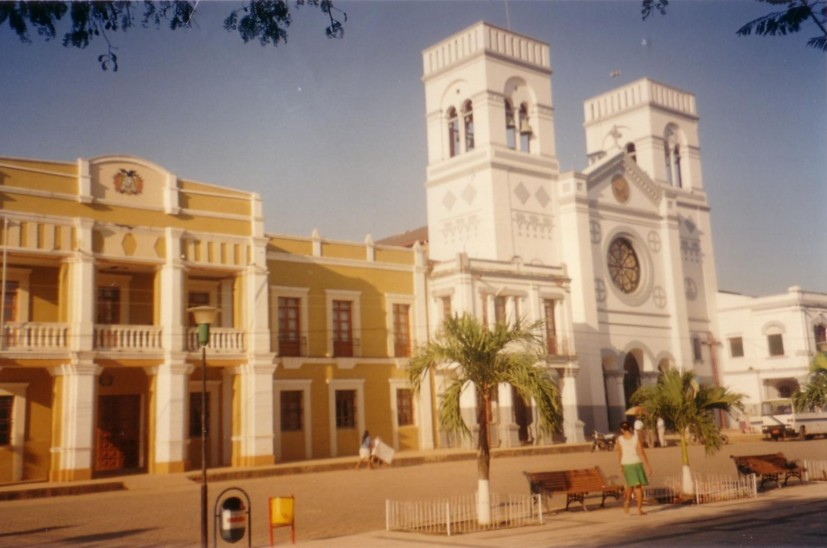
La Plaza Principal di Trinidad

Il vicepresidente, il giornalista Carlos Mesa, ha preso il suo posto ma, nonostante la sua abilità dialettica, il Paese ha continuato a vivere in perenne sommossa. Mesa ha convocato un referendum sulle risorse idrocarburifere che non accontenta le parti in conflitto. La sua ambiguità ha generato inquietudine nelle nuove aree economicamente centrali del Paese, soprattutto la regione attorno alla città di Santa Cruz de la Sierra. Per la prima volta l'oriente della Bolivia, ha parlato di autonomia dal potere centrale e si è ipotizzato addirittura un movimento secessionista.
Un'iniziale alleanza con il partito del dirigente dei produttori di foglie di coca, e capo del principale partito di opposizione, Evo Morales, si è frantumato di fronte all'ambiguità del presidente, ai continui blocchi stradali e alle richieste popolari di nuove elezioni e dell'istituzione di un'assemblea costituente. Mesa, dopo aver assicurato il ricorso a nuove elezioni, ha passato la presidenza della Repubblica per le questioni amministrative a Eduardo Rodríguez, presidente della Corte Suprema.

#### Presidenza Morales

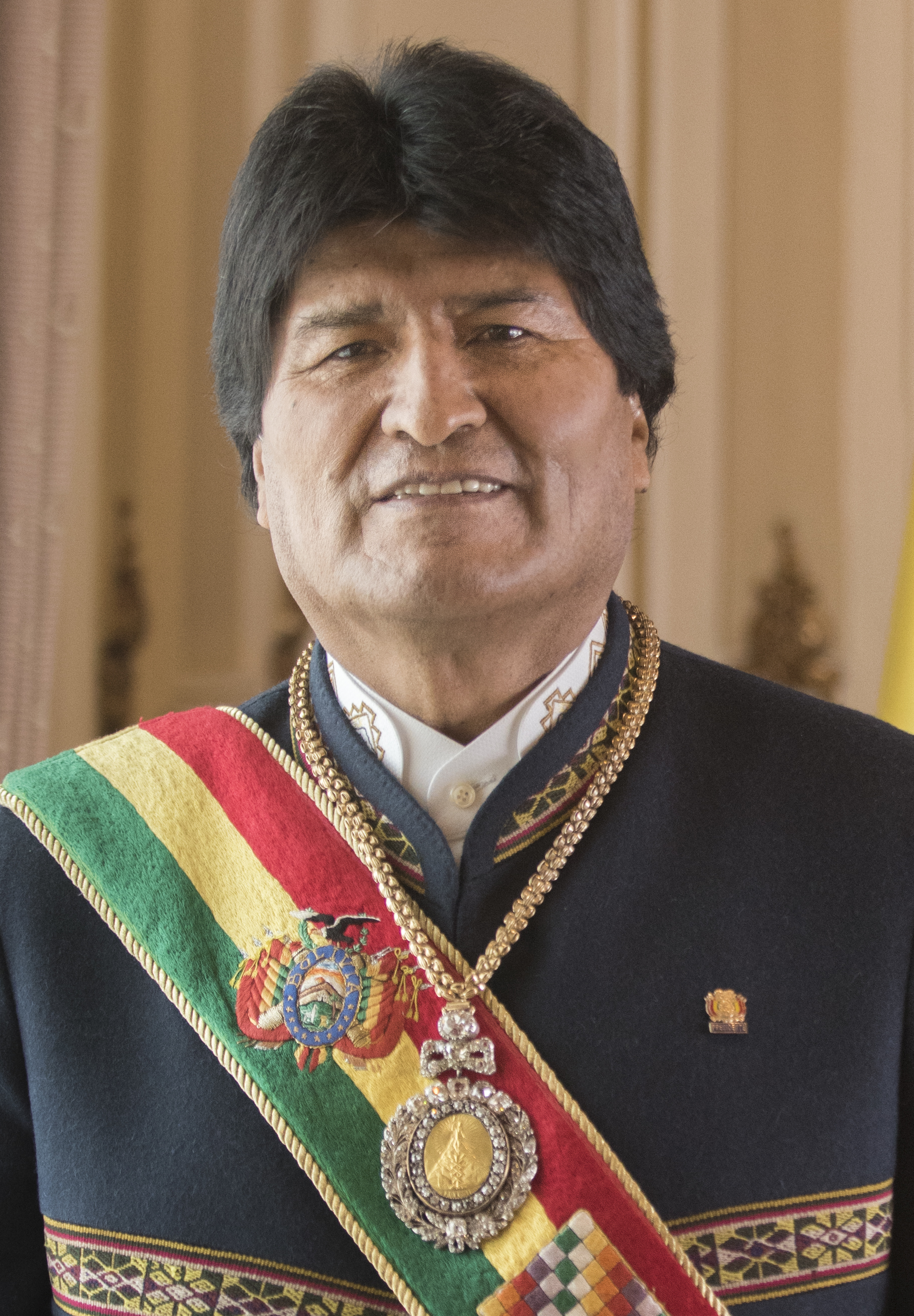
Evo Morales nel 2017.

Le elezioni presidenziali del 2005 sono state vinte dal Movimiento al Socialismo (MAS), con il 54% dei voti: Evo Morales è diventato così il primo presidente boliviano di origini amerinde; a causa della legge elettorale boliviana, il MAS ha ottenuto la maggioranza alla Camera ma non al Senato.
Morales è stato poi rieletto presidente nel 2009 (67% dei voti) e nel 2014 (60% dei voti), ma nel 2016 ha perso il referendum che avrebbe dovuto consentirgli un quarto mandato (57% dei voti contrari).
La presidenza Morales è stata caratterizzata da politiche spiccatamente socialiste, con la nazionalizzazione delle riserve di idrocarburi, di litio e di minerali e la conseguente redistribuzione degli utili in politiche sociali volte a combattere l'analfabetismo e alleviare le condizioni di povertà.
Fra il 2005 e il 2015 la povertà estrema, in Bolivia, è passata dal 36,7% al 16,8%, mentre il coefficiente di Gini è passato dallo 0,60 al 0,47. Inoltre, il 20 dicembre 2008 la Bolivia è stata dichiarata nazione liberata dall'analfabetismo, diventando la terza latino-americana a ottenere questo riconoscimento, dopo Cuba e Venezuela.

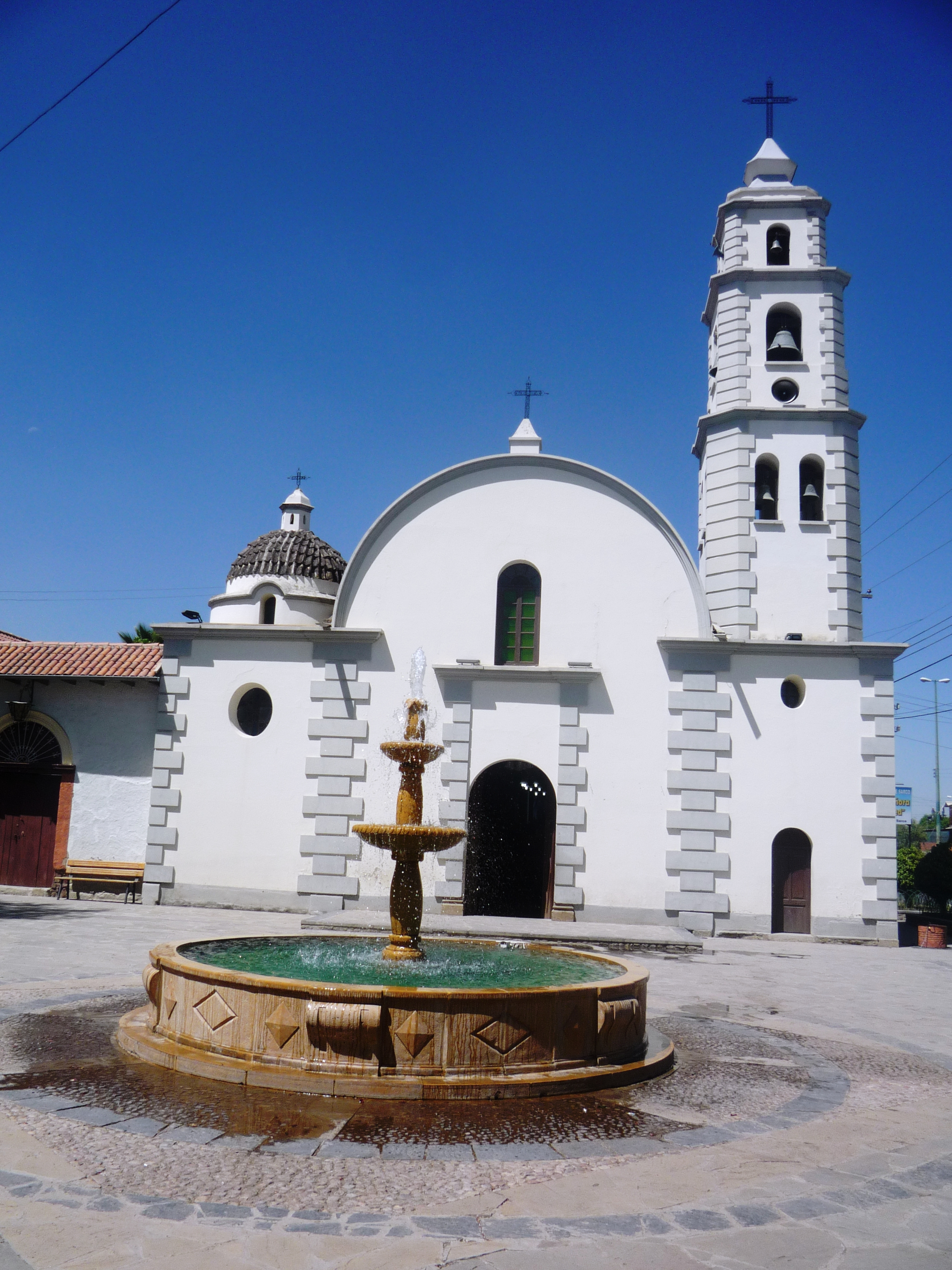
Il Templo Sarco a Cochabamba

Il 1º maggio 2006, Morales ha nazionalizzato, per la terza volta nella storia boliviana, gli idrocarburi, creando apprensione in Spagna e Brasile, principali compratori del gas boliviano e in Argentina, destinataria del gas della spagnola Repsol. Con questa riforma, circa l'80% dei profitti dell'estrazione del petrolio è rimasta nelle mani dello Stato ed è stata usata in iniziative volte a combattere la povertà e l'analfabetismo. Nello stesso mese, il governo di Morales ha annunciato una nuova riforma agraria, con l'obiettivo ufficiale di redistribuire la terra ai contadini. Si trattò di una proposta controversa e alcuni paventarono la possibilità di conflitti tra i nuovi concessionari di terre, principalmente di origine altipianica, quechua e aymara (come Morales), e gli oltre trenta gruppi indigeni delle terre tropicali amazzoniche e del Chaco, dove erano ubicate le terre da distribuirsi. Inoltre, questa proposta avrebbe potuto aggravare ulteriormente la distruzione di ecosistemi forestali e savane e porre in pericolo aree protette e parchi nazionali.
Il 2 luglio del 2006 si sono svolte le elezioni per l'assemblea costituente, come promesso da Morales per accelerare le riforme. Il partito di governo, il MAS, ha ottenuto la maggioranza assoluta dei seggi (poco più del 50% dei voti e 137 assembleisti su 255 in totale, oltre ad alcuni eletti con altre sigle). Gli eletti all'assemblea si sono insediati nella città di Sucre il giorno della festa nazionale boliviana, il 6 agosto.
Il 25 gennaio 2009, in seguito a un referendum, la Bolivia ha approvato la nuova costituzione promossa dal presidente Evo Morales. Questa nuova legge fondamentale si propone di realizzare delle nuove riforme volte a rinforzare il ruolo dello Stato e della giustizia sociale.

#### Colpo di Stato del 2019
Morales si è dimesso il 10 novembre 2019 ed è stato costretto a fuggire dal Paese a seguito di un colpo di Stato, durante il quale polizia e militari hanno chiesto le sue dimissioni, dopo l'accusa, secondo numerose fonti infondata, di aver truccato le elezioni generali boliviane del 2019. Il 12 novembre si è insediato un governo provvisorio guidato da Jeanine Áñez.
Le nuove elezioni presidenziali e parlamentari sono state indette per domenica 6 settembre e poi posticipate al 18 ottobre 2020 a causa della pandemia di COVID-19.; tali elezioni hanno visto la vittoria del MAS e l'elezione di Luis Arce a presidente.

#### Colpo di Stato del 2024
Il 26 giugno 2024 alcuni uomini armati in tenuta militare e alcuni mezzi da guerra si sono diretti a Palacio Quemado, sede del governo boliviano e in cui in quel momento si stava tenendo una riunione di Governo, e hanno fatto irruzione sfondando i cancelli principali con un veicolo motorizzato militare, guidati dal comandante dell'Esercito e dal comandante della Marina, Juan José Zúñiga e Juan Arnez Salvador. I due sono stati identificati come i principali artefici del tentato golpe, ed arrestati. Il presidente della Bolivia Luis Arce ha nominato nuovi vertici militari: José Wilson Sánchez ha prestato giuramento come nuovo comandante generale dell'esercito e secondo fonti governative il tentato colpo di Stato aveva lo scopo di evitare all'ex presidente Evo Morales di candidarsi alle prossime elezioni. La segreteria generale dell'Organizzazione degli Stati Americani (Osa) ha condannato "nella forma più energica l'azione dell'esercito Boliviano".

## Geografia

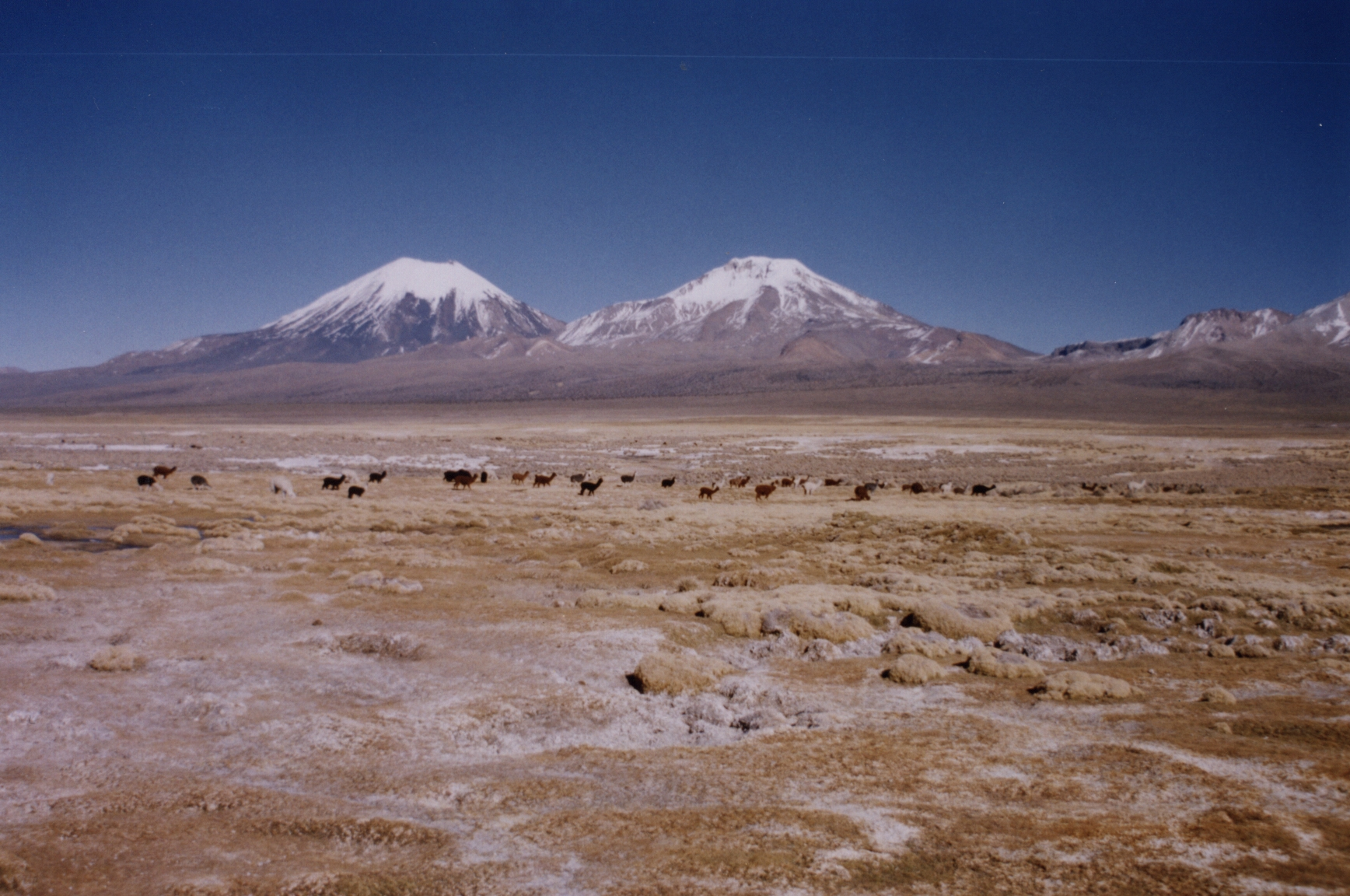
La Cordillera Occidental, con il monte Sajama, la montagna più alta della Bolivia (6 542 m)

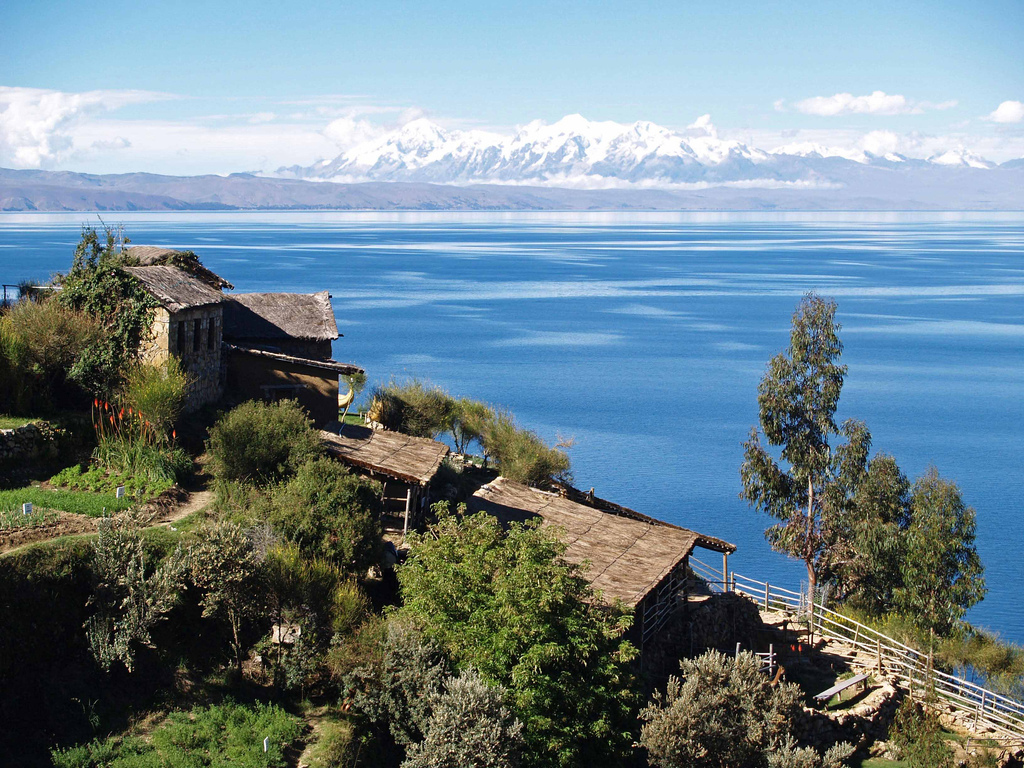
Il lago Titicaca con lo sfondo della cordigliera delle Ande

### Morfologia
Si distinguono due grandi aree geografiche:
- le terre orientali tropicali, i tre quarti del Paese, divise tra bacino amazzonico e l'area del Chaco;
- le Ande, un terzo del paese, nella parte occidentale, costituite sia dalla cordigliera come dall'altipiano.

I bassopiani tropicali sono tributari del Rio delle Amazzoni e del Río de la Plata. Questa enorme estensione di più di 700 000 km², è coperta da foreste tropicali pluviali, umide, monsoniche e secche.

Inoltre, la Bolivia possiede la foresta tropicale secca più estesa al mondo nella regione del Chaco.

Circa 250 000 km² sono savane alluvionali, pantani e savane secche. Esistono inoltre grandi laghi amazzonici, i più estesi della regione.
La zona andina del Paese è situata nella parte occidentale. È caratterizzata da un plateau delimitato da due catene montuose: la Cordillera Occidental prossima a quella Oriental.

Sono numerose le cime superiori ai 6 000 metri, le più alte sono il Sajama (6 542 m), l'Illampu (6 421 m) e l'Illimani (6 402 m).
Situato a 3 650 metri di quota, nei pressi della città di Uyuni, nell'altopiano andino meridionale della Bolivia, il Salar de Uyuni è un gigantesco deserto di sale che, con i suoi 10 582 km² risulta la più grande distesa salata della Terra.

### Idrografia
Con l'eccezione del bacino endoreico costituito dal Desaguadero che collega il lago Titicaca al lago Poopó, la gran parte del territorio è tributario del sistema idrografico del Rio delle Amazzoni e, in misura minore, del Rio de la Plata.
Il bacino idrografico più importante è quello del fiume Mamoré, che copre, con l'Iténez che segna il confine con il Brasile, circa 600 000 km². Riunendosi al nord della Bolivia con il Beni, forma il principale ramo d'origine del Madeira, che costituisce uno dei principali affluenti del Rio delle Amazzoni (10% della portata complessiva). Tutto il corso del Mamoré è navigabile, assieme a parte dell'Iténez, Beni, Madre de Dios e Ichilo. Nell'area meridionale il corso d'acqua più importante è il Pilcomayo il quale tributa, dopo un lungo corso, nel fiume Paraguay e quindi nel Rio de la Plata.

### Clima
Data la morfologia del territorio e l'ampio spazio latitudinale occupato, la Bolivia possiede una delle maggiori diversità climatiche della Terra: ciò permette un amplissimo spettro di specie coltivabili, sia tipiche di climi continentali e temperati, come la patata o l'avena, sia di climi mediterranei, come la vite e l'olivo, sia di climi tropicali, come il cacao e il banano.
Nell'altopiano andino propriamente detto le precipitazioni non superano i 500 mm annui nella fascia umida del settore nord e la temperatura media annua è inferiore ai 10 °C. Il settore meridionale è più secco e tendente alla formazione desertica.
Le terre tropicali dell'oriente boliviano hanno due climi principali. A nord del parallelo 18° S, il clima è propriamente amazzonico, con breve stagione secca e temperatura variabili tra i 22 e 26 °C di media e precipitazioni tra i 1 000 e 3 000 mm/anno.
Il settore a sud del parallelo 18° S ha un clima più mite e secco, con temperature medie tra i 20 e 22 °C e precipitazioni tra i 500 e 1 000 mm/anno. In questo settore si hanno le maggiori escursioni termiche del tropico boliviano, con massime superiori ai 35 °C e minime anche inferiori a 0 °C.
Il settore più piovoso, e tra quelli con le maggiori precipitazioni del bacino amazzonico, è la fascia preandina, 180–700 m s.l.m., tra i dipartimenti di Santa Cruz, Cochabamba, Beni e La Paz. Le precipitazioni vanno da 2 500 a 5 000 mm/anno, ma in alcuni settori superano i 6 000 mm annui.

## Popolazione

### Demografia

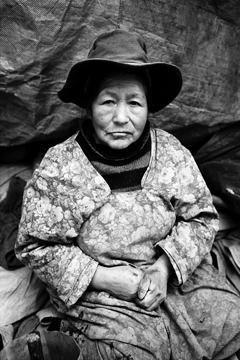
Manuel Rivera-Ortiz: Vedova delle miniere, Potosí, Bolivia 2004

Popolazione totale: 10 027 255 abitanti.
Densità: 9,13 per km².

#### Emigrazione
Negli ultimi anni la Bolivia è divenuta una terra di emigranti. Inizialmente le mete principali dell'emigrazione boliviana erano i Paesi vicini, principalmente Brasile e Argentina (dove si crede vivano due milioni di boliviani, tra immigrati e discendenti) e dove essa ha assunto caratteri illegali e ha provocato tendenze xenofobe. Dalla crisi economica della fine degli anni novanta, e con il progressivo estremo restringimento all'emigrazione negli Stati Uniti, la migrazione boliviana ha assunto caratteri di esodo massiccio verso l'Europa, principalmente Spagna e Italia, che hanno portato l'Unione europea all'istituzione del visto d'entrata per i cittadini boliviani, dal quale erano esenti (a differenza per esempio dei cittadini colombiani e peruviani) fino all'aprile del 2007. Attualmente in Spagna la comunità di boliviani supera ampiamente le 300 000 persone, delle quali solo 63 000 sono residenti legali.

### Etnie

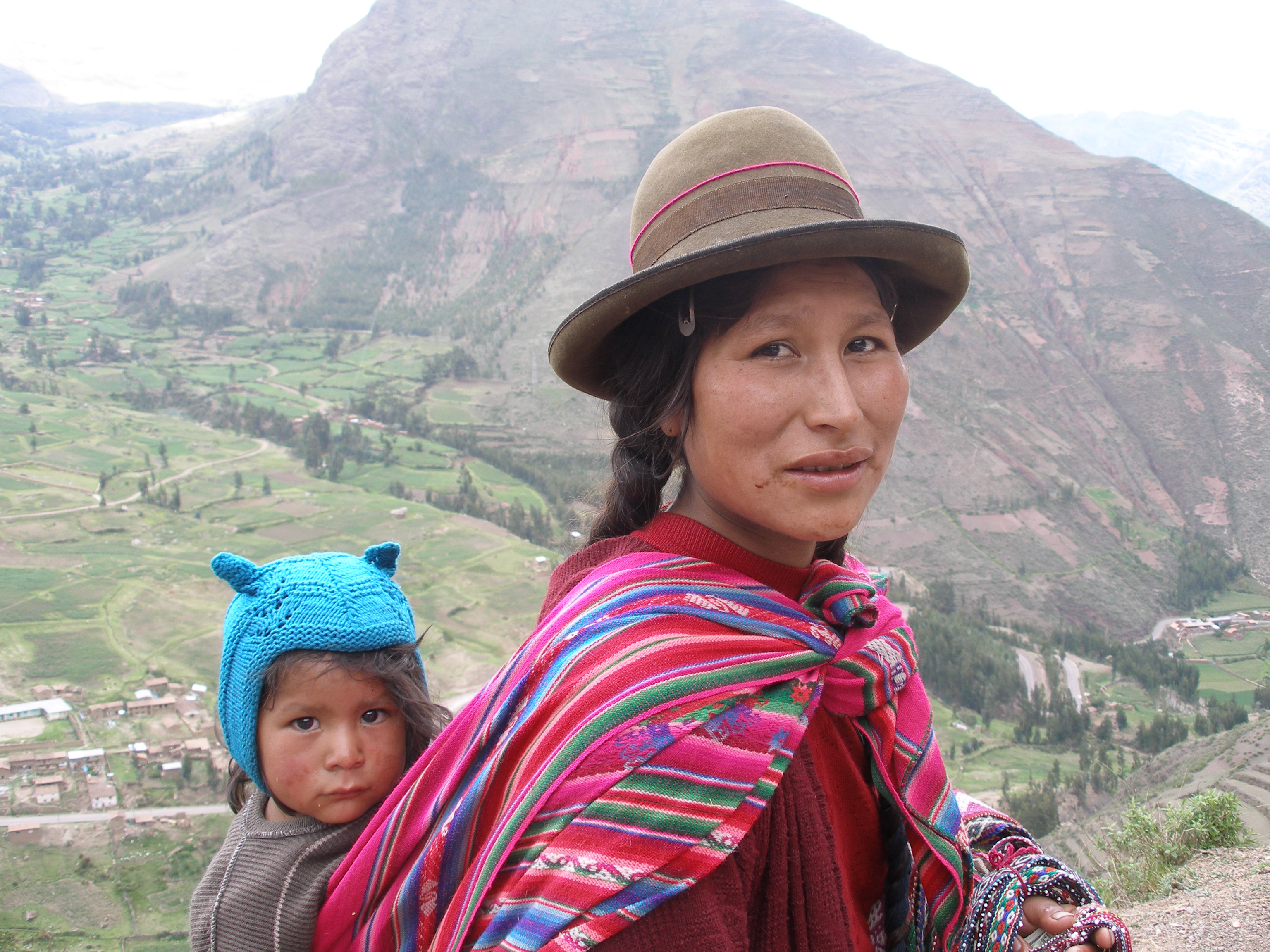
Una donna quechua in abiti tradizionali porta sulla schiena il figlio

Secondo l'ultimo censimento del 2001 dell'Istituto Nazionale di Statistica (INE), la popolazione indigena rappresenta circa il 49,95% della popolazione totale. Percentuale che arriva al 73,20% se consideriamo le sole zone rurali.
Secondo il CIA World Factbook 2006, la popolazione boliviana è costituita dai seguenti gruppi etnici: quechua 30%, aymara 25%, meticci 30%, europei 15%.
In realtà, in Bolivia esistono attorno a quaranta gruppi etnici, la maggior parte ignorati da questi dati e abitanti originari principalmente nelle pianure tropicali della Bolivia orientale. Inoltre il processo di meticciato è stato continuo dal tempo della conquista spagnola e per questo una chiara e inequivocabile definizione etnica non può esser determinata facilmente. Anche l'ex presidente Morales non potrebbe esser considerato esclusivamente di etnia aymara essendo imparentato con cholos, la definizione boliviana del meticcio tra quechua o aymara con europeo.
Il dato della CIA sembra più un'informazione linguistica riferita ai parlanti quechua e aymara. Nonostante questo il riferimento linguistico non assegna automaticamente un'appartenenza etnica.
In questo senso va menzionato come, dopo gli avvenimenti della rivoluzione nazionalista del 1952, il processo storico di integrazione che essa avviò portò anche alla rimozione dell'identità indigena, vista allora come un'eredità negativa della conquista e dello stato para feudale prerivoluzionario, facendo delle genti quechua e aymara un popolo contadino. Tuttora tutte le federazioni rurali quechua e aymara sono federazioni di contadini o coloni, dove non si menziona il termine indigeno. Solo recentemente il presidente Morales ha recuperato la nozione indigena anche per quechua e aymara, pur restando gli unici che si definivano e continuano a definire indigeni quelli delle terre orientali tropicali.
Infine, non va dimenticato come il quechua fu mantenuto e fomentato in forma pianificata dagli spagnoli come strumento di omogeneizzazione linguistica nelle terre andine per facilitarne quindi anche il dominio. Per questo vennero gradualmente rimosse le altre lingue andine (nelle Ande boliviane, oltre al quechua e aymara, rimane solo un piccolo nucleo di lingua Uru). La diffusione del quechua contò anche con l'intervento della Chiesa che, con il frate domenicano Domingo de Santo Tomás, produsse la prima grammatica di lingua quechua già verso la metà del XVI secolo. Anche per questi motivi, quindi, il dato dei parlanti quechua supererebbe quello degli appartenenti realmente all'etnia quechua, portando, talvolta, a sovrastime dei dati relativi alle etnie.
Nelle regioni orientali amazzoniche e del Chaco della Bolivia vivono circa 500 000 indigeni, in cui è certamente maggiore la perdita delle conoscenze linguistiche ancestrali ma non del concetto di appartenenza etnica, che ha avuto nella marcia per il territorio e la dignità del 1990  Amazonía de Bolivia. URL consultato il 10 febbraio 2018 (archiviato dall'url originale il 28 settembre 2007).  un'affermazione chiara e cosciente dei popoli indigeni boliviani delle pianure tropicali.
Le popolazioni indigene del tropico amazzonico e del Chaco boliviano appartengono principalmente ai gruppi:
- Tupi Guaranì: guaranì, izoceño, sirionò, guarayo, yuqui, ecc.
- Arawak: mojeños, baures, trinitarios, ecc.
- Tacaná: cavineños, ese ejja, araona, tacaná
- Mosetén: chimanes, mosetenes
- Zamuco: ayoreo
- Pano: chacobo, yaminahua, pacahuara
- Chapacura: morè

Importanti anche altri gruppi etnici non appartenenti a famiglie linguistiche specifiche: chiquitos, yuracaré, cayubaba, movima, ecc.
Queste popolazioni delle terre tropicali della Bolivia rappresentano più del 5% della popolazione totale boliviana.
In Bolivia gli abitanti nati nelle regioni orientali tropicali (2/3 del Paese), siano essi di origine europea, meticci o indigeni, vengono colloquialmente chiamati "camba". Parimenti gli abitanti delle regioni andine, vengono definiti, anche se spesso in forma dispregiativa, "kolla".

### Religione

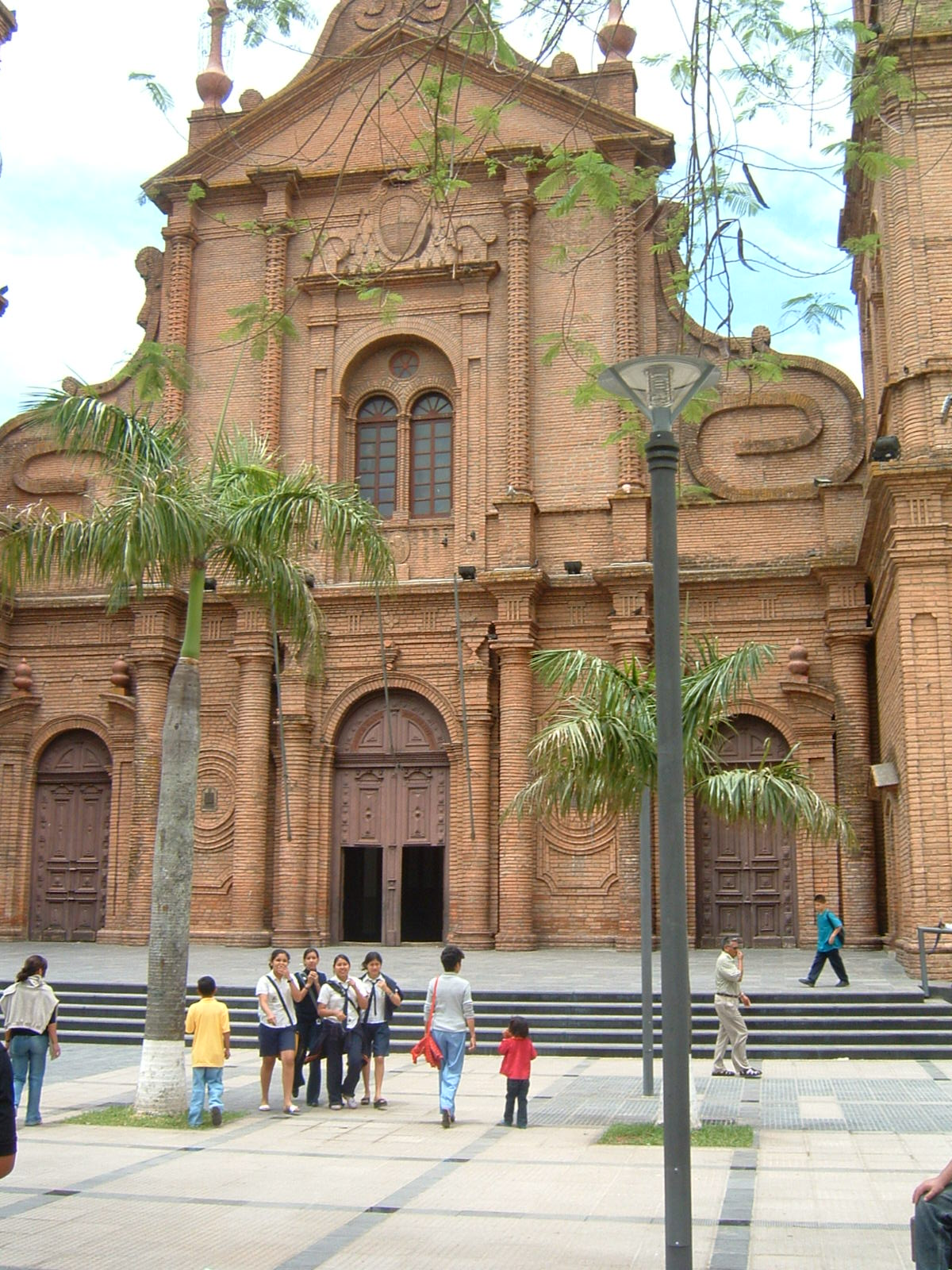
Cattedrale di Santa Cruz de la Sierra

L'articolo terzo della Costituzione boliviana riconosce e sostiene la libertà di culto.
La maggior parte della popolazione, secondo il censimento 2001, è cattolica (78%), mentre i protestanti/evangelici sono il 16%. All'incirca il 3% aderisce ad altri movimenti cristiani, molto popolari nei quartieri periferici delle città. Si stanno riproponendo con forza anche gruppi che fanno riferimento a rituali religiosi ancestrali preispanici.
Molte scuole e università sono di proprietà di gruppi religiosi di vario orientamento, cattolici, Bahá'í, la setta Moon coreana, ecc.
La Chiesa cattolica ha in Bolivia quattro arcidiocesi, sette diocesi, due prelature territoriali e cinque vicariati apostolici.
Tra i più importanti avvenimenti religiosi degli ultimi decenni, si possono menzionare la visita di papa Giovanni Paolo II, nel 1988, e quella di papa Francesco durante la sua visita pan-sudamericana nel luglio 2015, e la nomina a cardinale, il primo boliviano, di monsignor Terrazas, arcivescovo di Santa Cruz de la Sierra.

### Lingue
Tra le lingue parlate in Bolivia ci sono lo spagnolo con l’invasione spagnola, in minoranza il portoghese soprattutto al confine con il Brasile, ma ciò è possibile anche grazie alle continue migrazioni e anche grazie al commercio tra i due Paesi. Tra le altre lingue in Bolivia ci sono il quechua, l'aymara e il guaraní. Oltre alle lingue parlate, vi è anche la lingua dei segni boliviana.

## Ordinamento dello Stato

### Suddivisione amministrativa
La Bolivia è divisa in nove dipartimenti (departamentos). Ogni dipartimento si divide in province per un totale di 112 su tutto il territorio nazionale. A sua volta ogni provincia si divide in comuni, attualmente sono presenti 348 comuni. A sua volta ogni comune si divide in cantoni, attualmente sono presenti 989 cantoni. A sua volta ogni cantone si divide in vice-cantoni, attualmente sono presenti 2 998 vice-cantoni.
La Costituzione boliviana prevede inoltre (artt. 277 e ss.) che una o più provincie di uno stesso dipartimento possano formare una regione con funzioni proprie; tali regioni hanno autonomia amministrativa e fiscale ma a differenza di dipartimenti, province e comuni non godono della potestà legislativa.
Possono inoltre essere create nelle conurbazioni con popolazione superiore a 500 000 persone delle regioni metropolitane.
La creazione di regioni è subordinata a un referendum che interessi tutte le popolazioni residenti.
La Costituzione prevede inoltre una larghissima autonomia per le comunità indigene che si costituiscano, sempre mediante referendum, in "autonomia indígena originario campesina" (di fatto quasi una vera e propria sovranità negli affari interni, finanche nell'organizzazione e amministrazione della giustizia, purché nel rispetto dei principi costituzionali).
| Bolivia: divisione amministrativa per dipartimento |                         |                    |                |                     |          |
| Dipartimento                                       | Capoluogo               | Abitanti capoluogo | Superficie km² | Abitanti (INE 2005) | Densità* |
| Beni                                               | Trinidad                | 89 000             | 213 564        | 406 000             | 1,7      |
| Chuquisaca                                         | Sucre                   | 261 000            | 51 524         | 601 000             | 10,3     |
| Cochabamba                                         | Cochabamba              | 578 000            | 55 631         | 1 671 000           | 26,2     |
| La Paz                                             | La Paz                  | 839 000            | 133 985        | 2 630 000           | 17,6     |
| Oruro                                              | Oruro                   | 216 000            | 53 588         | 433 000             | 7,3      |
| Pando                                              | Cobija                  | 31 000             | 63 827         | 66 000              | 0,8      |
| Potosí                                             | Potosí                  | 160 000            | 118 218        | 768 000             | 6,0      |
| Santa Cruz                                         | Santa Cruz de la Sierra | 1 372 000          | 370 621        | 2 388 000           | 5,5      |
| Tarija                                             | Tarija                  | 183 000            | 37 623         | 459 000             | 10,4     |
| TOTALE                                             |                         |                    | 1 098 581      | 9 427 000           | 7,5      |

- La densità è calcolata ai dati del censimento del 2001

### Città principali
Oltre ai capoluoghi dei dipartimenti, altre città importanti sono (per dipartimento e per l'intera area municipale): El Alto (800 000 ab., Dipartimento di La Paz), Quillacollo (124 000 ab., Dip. di Cochabamba), Sacaba (146 000 ab., Dip. di Cochabamba), Yacuíba (108 000 ab., Dip. di Tarija), Montero (90 000 ab., Dip. di Santa Cruz), Riberalta (88 000 ab., Dip. di Beni).

### Istituzioni

#### Università
La più antica università della Bolivia risale al 27 marzo 1624, con la fondazione dell'Università di San Francisco Xavier, istituita per ordine del re Filippo IV di Spagna e con l'appoggio di papa Innocenzo XII.

#### Ordinamento scolastico
- Tasso di alfabetizzazione: 96,6%. Nel dicembre 2008, la Bolivia è stato dichiarato come il terzo Paese dell'America Latina, dopo Cuba e Venezuela, ad avere sconfitto l'analfabetismo.[37]
- Studenti universitari: 109 503.

Obbligo scolastico fino a 14 anni.

#### Sistema sanitario
Il sistema sanitario pubblico è altamente carente, sia in mezzi come nelle risorse umane. Gli aventi diritto a questo sistema devono comunque, nella maggior parte dei casi, pagare tutte le medicine anche durante il ricovero ospedaliero. Non esistono medici curanti convenzionati e le visite vengono effettuale solo all'interno delle strutture sanitarie pubbliche.
Durante il secondo governo di Sánchez de Lozada venne introdotta l'assicurazione pubblica materna-infantile, destinata a garantire le cure a tutte le donne in periodo di gestazione e per gli infanti fino ai due anni.

## Politica
La Bolivia è una repubblica democratica in cui il presidente è capo di Stato, capo del governo e capo di un sistema multi-partitico. Il potere esecutivo è esercitato dal governo. Il potere legislativo è esercitato sia dal governo sia dalle due camere del parlamento. Sia la magistratura e il ramo elettorale sono indipendenti dal potere esecutivo e legislativo.
La Costituzione della Bolivia (Constitución Política del Estado plurinacional de Bolivia de 2009) è del 7 febbraio 2009.

## Economia

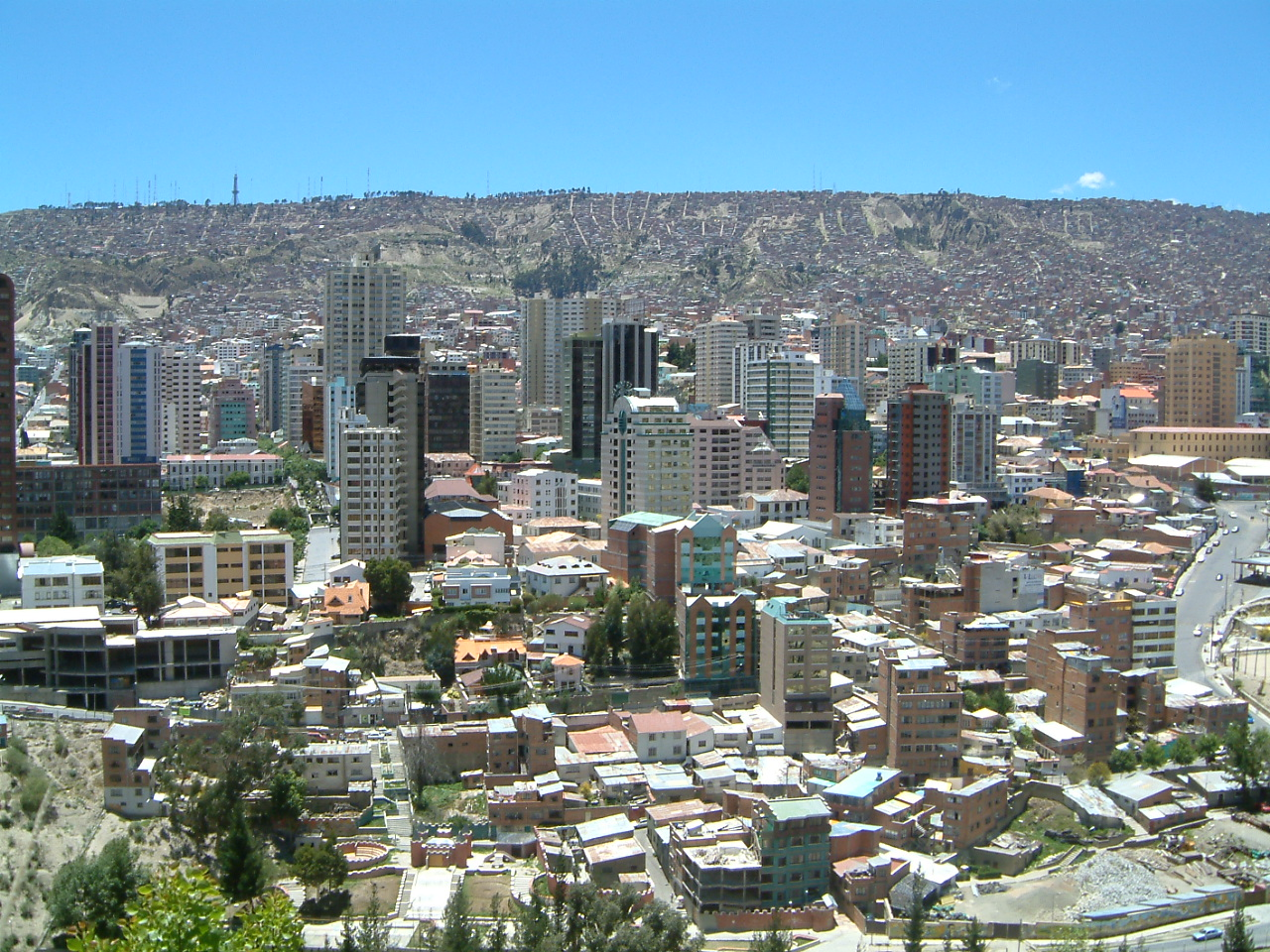
La Paz, principale centro economico della Bolivia

La Bolivia negli anni 1980 aveva un'economia impostata sul libero mercato che inasprì le tasse e contemporaneamente annullò i diritti dei lavoratori congelandone i salari; si diffusero malessere e povertà, inoltre con la svendita delle aziende statali (petrolio, gas naturale, elettricità e trasporti) la situazione divenne ancor più drammatica per l'aumento della disoccupazione; questo modello di economia fu voluto dal presidente Víctor Paz Estenssoro, poi venne continuato anche da altri due presidenti Zamora e Gonzalo Sánchez de Lozada; ci furono anche manifestazioni contro il governo, ma la svolta si ebbe nel 2005 con l'elezione di Evo Morales; la Bolivia sotto il suo governo è passata da un'economia di stampo liberista a un'economia mista, furono nazionalizzate tutte le industrie e le società, e il PIL del Paese ha avuto una crescita vertiginosa, passando da 9 500 milioni di dollari a 30 381 milioni di dollari e il PIL pro capite è passato da 1 010 dollari a 2 757 dollari, con l'aumento dei salari; il PIL dello Stato da quando si è insediato Morales è cresciuto in media del 5% e al 2014 è arrivato al 6,5% mentre la disoccupazione è scesa al 3% e anche la povertà si è ridotta dal 38% al 18%. La Bolivia inoltre è uno degli Stati fondatori alla Banca del Sud (9 dicembre 2007), partecipando al suo capitale. La Bolivia al 2013 nonostante i progressi economici citati sopra rimane un Paese tra i meno sviluppati del pianeta con il PIL al 90º posto tra quelli mondiali, mentre è al 124º posto per PIL procapite; questo però non ha fermato le intenzioni del governo, che ha annunciato la costruzione di nuovi ospedali, scuole e progetti sportivi in diversi comuni dello Stato con un finanziamento di oltre 171 milioni di dollari, infatti sotto la guida di Morales la Bolivia sta investendo il 6,9 per cento del prodotto interno lordo (PIL) in materia di salute e istruzione e sport.

### Settore primario

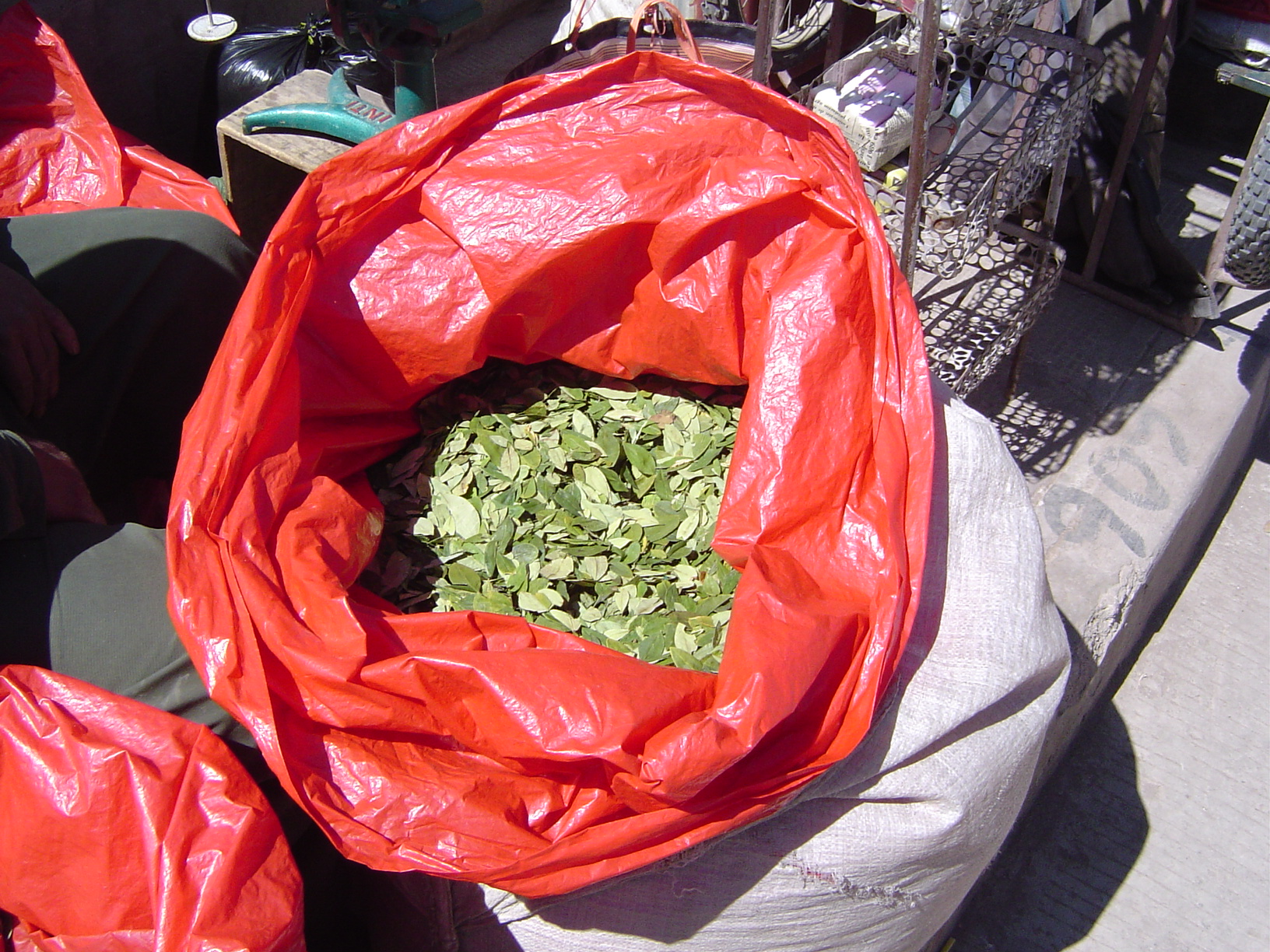
Foglie di coca

Prodotto agricolo più redditizio della Bolivia continua a essere la coca, di cui la Bolivia è attualmente il terzo più grande coltivatore al mondo (dopo Colombia e Perù), con una stima di 29.500 ettari coltivati nel 2007, che è leggermente aumentata rispetto al 2006. Il governo boliviano, in risposta alle pressioni internazionali, ha lavorato per limitare la coltivazione di coca per l'utilizzo di produzione di cocaina. Tuttavia, gli sforzi di eradicazione sono stati ostacolati dalla mancanza di una coltura di sostituzione adatta per le comunità rurali che hanno coltivato coca per generazioni. Dal 2001, la principale esportazione agricola della Bolivia è stata la soia. Inoltre, cotone, caffè, canna da zucchero sono state le esportazioni principali per la Bolivia. Per il consumo domestico, mais, grano e patate sono le coltivazioni degli agricoltori boliviani. Nonostante le sue vaste foreste, la Bolivia ha un'industria del legname non molto sviluppata. Nel 2003 il legname rappresentava solo il 3,5 per cento dei proventi delle esportazioni.
Alcune parti della Bolivia sono in gran parte sotto il potere dei ganaderos, i maggiori proprietari di allevamenti di bovini e suini, e molti piccoli agricoltori sono ancora ridotti a peones. Tuttavia, la presenza dello Stato è aumentata significativamente sotto il governo di Evo Morales. Essa tende a proteggere gli interessi dei grandi proprietari terrieri, cercando al contempo di migliorare le condizioni di vita e di lavoro dei piccoli agricoltori.
La riforma agraria promessa da Evo Morales - e approvata attraverso un referendum da quasi l'80% della popolazione - non è mai stata lanciata. Inteso ad abolire il latifondismo riducendo a 5.000 ettari la dimensione massima delle proprietà senza "funzione economica e sociale", il resto da dividere tra piccoli lavoratori agricoli e indigeni senza terra, incontrò la forte opposizione dell'oligarchia boliviana. Nel 2009 il governo ha ceduto al settore agroindustriale, che in cambio si è impegnato a porre fine alle pressioni che esercitava e comprometteva fino all'entrata in vigore della nuova Costituzione.
Tuttavia, una serie di riforme e progetti economici hanno migliorato la situazione delle famiglie contadine a basso reddito. Hanno ricevuto macchine agricole, trattori, fertilizzanti, sementi e animali da allevamento, mentre lo Stato ha costruito sistemi di irrigazione, nonché strade e ponti per facilitare la vendita della loro produzione sui mercati. La situazione di molte popolazioni indigene e dei piccoli agricoltori è stata regolarizzata attraverso la concessione di titoli di proprietà fondiaria per la terra che stavano coltivando.
Nel 2007 il governo ha creato una "Banca per lo sviluppo produttivo" attraverso la quale i piccoli lavoratori e i produttori agricoli possono contrarre prestiti facilmente, a tassi bassi e con condizioni di rimborso adeguate ai cicli agricoli. Grazie a una migliore vigilanza sull'attività bancaria, tra il 2014 e il 2019 i tassi debitori sono stati triplicati in tutti gli istituti bancari per i piccoli e medi produttori agricoli. Inoltre, la legge impone ora alle banche di destinare almeno il 60 per cento delle loro risorse a prestiti produttivi o prestiti per la costruzione di alloggi sociali.
Con la creazione della Food Production Assistance Enterprise (Emapa), il governo ha voluto stabilizzare il mercato interno dei prodotti agricoli acquistando la produzione dei piccoli e medi agricoltori al miglior prezzo, costringendo così le industrie agricole a offrire loro una remunerazione più equa. Secondo il vicepresidente Àlvaro García Linera, "fissando le regole del gioco, lo Stato stabilisce un nuovo equilibrio di potere che dà più potere ai piccoli produttori. La ricchezza viene ridistribuita meglio per equilibrare il potere del settore agroindustriale. Questo genera stabilità, che permette un'economia prospera e va a vantaggio di tutti.

### Settore secondario

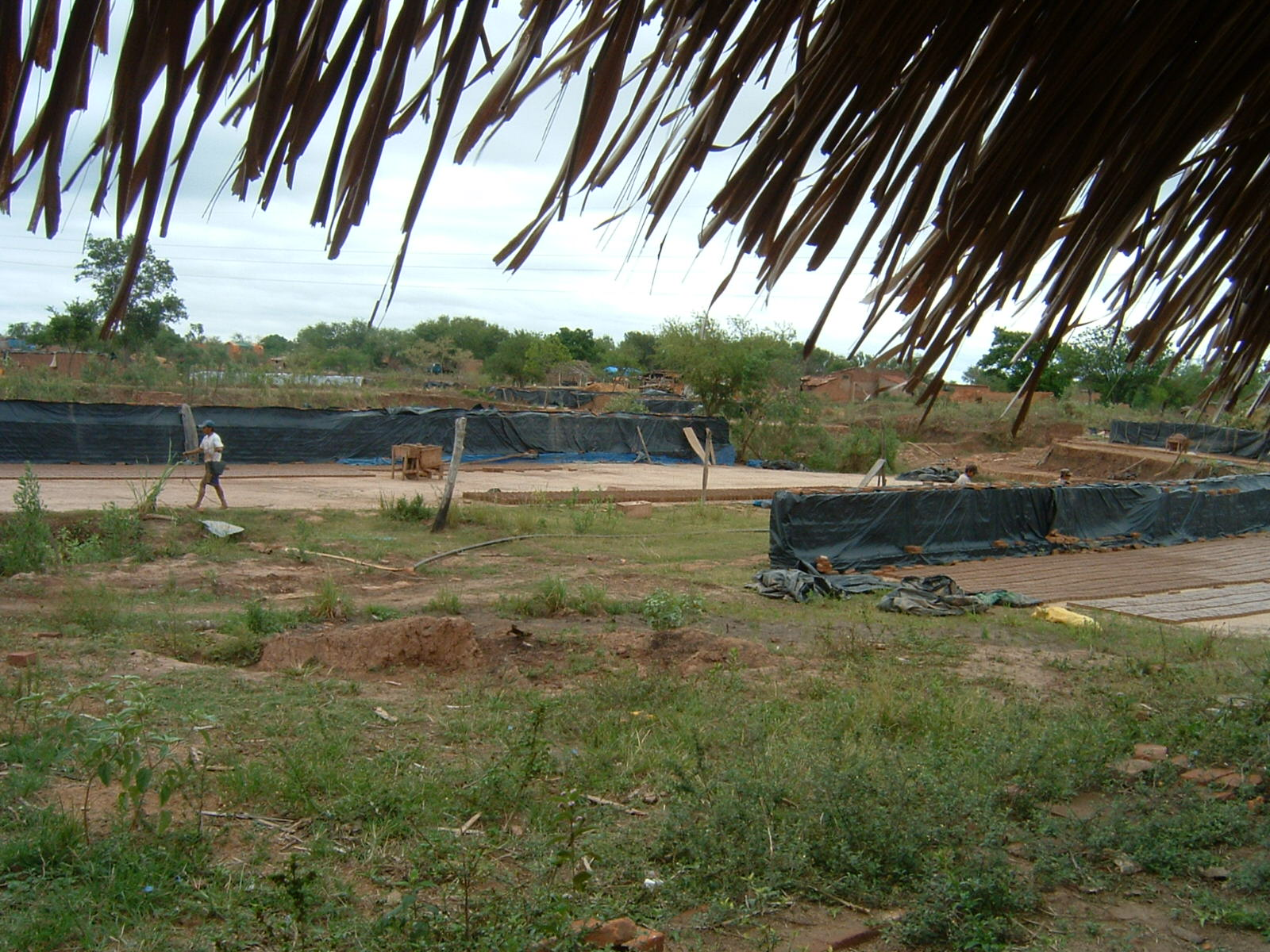
Fabbrica di mattoni nella periferia di Montero

I principali prodotti industriali in Bolivia includono prodotti tessili, abbigliamento, beni di consumo non durevoli, soia trasformata, metalli raffinati, e petroliferi raffinati. La lavorazione dei prodotti alimentari, bevande e del tabacco è il settore più importante nel settore industriale infatti questo settore occupa un posto di rilievo nel settore della produzione che è in continua crescita, sia nella produzione e nel numero di imprese e sia di posti di lavoro. Specialmente la soia e suoi derivati hanno raggiunto una grande esportazione negli ultimi anni. Le più grandi fabbriche di soia, semi di girasole, cotone e zucchero di canna, si trovano principalmente a Santa Cruz, anche se grandi raffinerie di olio commestibile operano in Cochabamba. Tutte le grandi città hanno almeno una fabbrica di birra, una o più fabbriche di imbottigliamento, e uno o più impianti di confezionamento per i prodotti alimentari in scatola. L'industria tessile è stato il settore manifatturiero più grande dopo l'industria alimentare e dal 1990 l'industria tessile ha aumentato il suo tasso di crescita. L'industria del cotone e lana declinò a scapito delle fibre sintetiche. La più grande concentrazione di stabilimenti tessili si trovano a La Paz, ma anche a Santa Cruz e Cochabamba e in misura minore a Oruro. Il tasso di produzione industriale in Bolivia nel 2010 è cresciuto del 3,6%; in forte crescita la produzione di gas naturale, mentre è calata quella petrolifera.

### Settore terziario

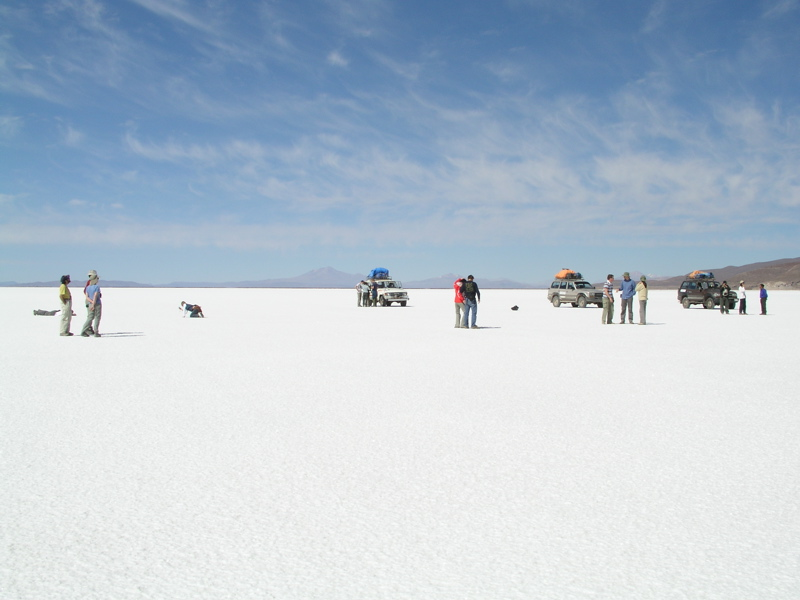
Salar de Uyuni

Il settore dei servizi in Bolivia rimane sottosviluppato. Le banche in Bolivia hanno sofferto a lungo la corruzione e una regolamentazione debole. Tuttavia, tramite una serie di riforme avviate dalla legge bancaria del 1993 è in graduale miglioramento il settore bancario della Bolivia. La Bolivia ha una banca centrale e nove banche private. Il consolidamento si è verificato a seguito delle riforme, riducendo il numero di banche private in Bolivia dal 14% del 1995 al 9% nel 2003. La partecipazione straniera e investimenti nelle banche boliviane sono permessi. Circa il 90 per cento dei depositi bancari boliviani sono tenuti in dollari USA. La Borsa di Bolivia è stata ampliata nel 1998 per includere obbligazioni societarie, insieme con le opzioni del mercato monetario e titoli di Stato. La privatizzazione del programma di sicurezza sociale della Bolivia ha rafforzato il mercato azionario. 
L'industria turistica della Bolivia è cresciuta gradualmente nel corso degli ultimi 15 anni. Nel 2000 la Bolivia ha attirato 306 000 turisti, contro i 254 000 del 1990; il settore turistico è però in forte ascesa, infatti nel 2014 il numero di turisti ha raggiunto 871 000 arrivi. La Bolivia ha molte attrazioni turistiche naturali e artificiali. Le Ande, che attraversano la Bolivia, sono la catena montuosa più alta al di fuori dell'Asia, e la catena montuosa più lunga in tutto il mondo. La Paz è la più alta città del mondo sedi di governo a 3 660 metri (12 010 piedi). Lago Titicaca è uno dei laghi più alti commercialmente navigabili del mondo, dove vive il popolo Uros, un popolo pre-Inca che vive sulle isole artificiali galleggianti sul lago. La civiltà Inca e altre civiltà lasciarono rovine che ancora esistono nel XXI secolo, tra cui il Tempio di Kalasasaya. La via degli Yungas è una delle strade più pericolose del mondo; attira migliaia di ciclisti e chi ama il brivido ogni anno. La città di Potosí è un patrimonio mondiale dell'UNESCO e ha il primato di essere la città più alta del mondo a 4 090 metri (13 420 ft). La città è anche sede di miniere d'argento che producevano ricchezza favolosa per la monarchia spagnola; altre attrazioni sono il Salar de Uyuni, il Parco Nazionale Madidi che contiene il bacino del Rio delle Amazzoni. In forte crescita anche il settore delle telecomunicazioni; infatti al 2009 erano 879 800 le linee telefoniche, mentre nel 1999 erano solo 327 600; anche la telefonia cellulare ha avuto un boom passando dai 7 229 cellulari del 1995 agli 8 353 000 cellulari del 2009; la linea internet dal 2008 sta diffondendosi sempre di più passando dai 87 000 utenti del 2000 ai 1 103 000 del 2009.

## Trasporti

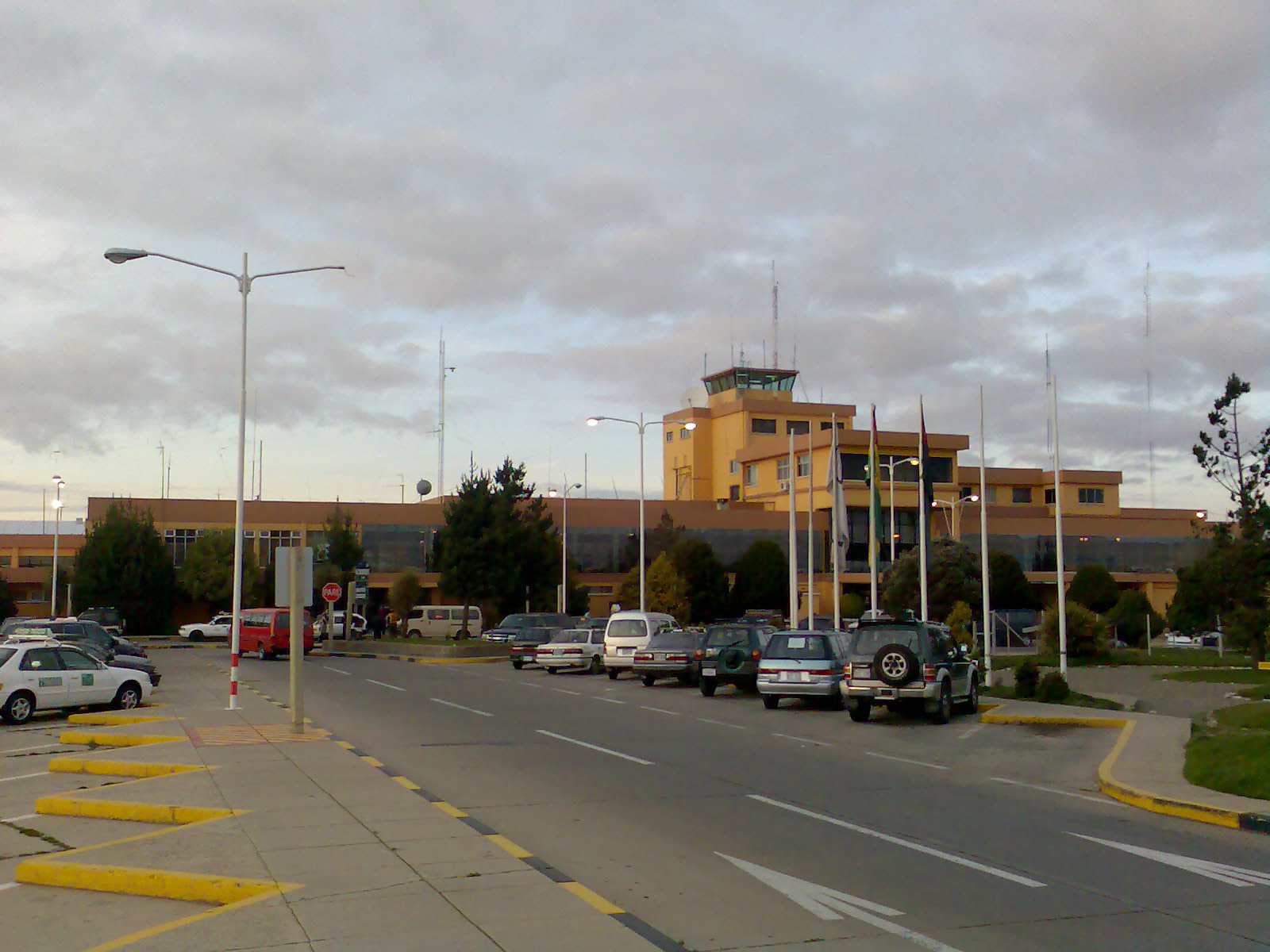
Aeroporto di La Paz

Il parco automotore della Bolivia è aumentato notevolmente negli ultimi dieci anni. Si è avuto un fenomeno che potrebbe definirsi, in analogia con quello avvenuto in Italia negli anni sessanta, di motorizzazione del Paese. Parte di questo fenomeno si deve all'aumento notevole delle strade asfaltate, grazie a crediti principalmente internazionali, e al contrabbando di veicoli usati di origine giapponese (trasformati artigianalmente per essere adeguati alla guida a destra), che hanno fatto abbassare i prezzi delle autovetture in precedenza notevolmente alti a causa dei dazi imposti all'importazione legale. Attualmente il parco vetture del Paese è di circa mezzo milione di veicoli.
- Rete stradale: 16 138 km[50].
- Rete autostradale: non esiste una vera rete autostradale. Nonostante questo tutte le strade della Bolivia, siano esse asfaltate o di terra, sono sottoposte a pedaggio.
- Rete ferroviaria: 3 652  km[51]. La rete ferroviaria è divisa in due tronconi non collegati. Quello occidentale andino è stato creato soprattutto attorno ai centri minerari ed è ora in parte in disuso. Quello orientale, nel tropico, costruito attorno agli anni cinquanta, ha due sole direzioni, una diretta all'Argentina e l'altra al Brasile. Vi è tuttora in queste linee un notevole traffico di merci e persone.
- Rete navigabile: 10 000 km[52]. Oltre al lago Titicaca, dove la navigazione è oggi principalmente turistica o di piccolissimo cabotaggio, tutti i principali fiumi navigabili del bacino amazzonico sono percorsi da imbarcazioni di trasporto di vario tonnellaggio. I più importanti porti fluviali sono: Puerto Villarroel, Trinidad e Guayaramerin.
- Aeroporti internazionali: El Alto di La Paz, Viru Viru di Santa Cruz de la Sierra.

## Ambiente

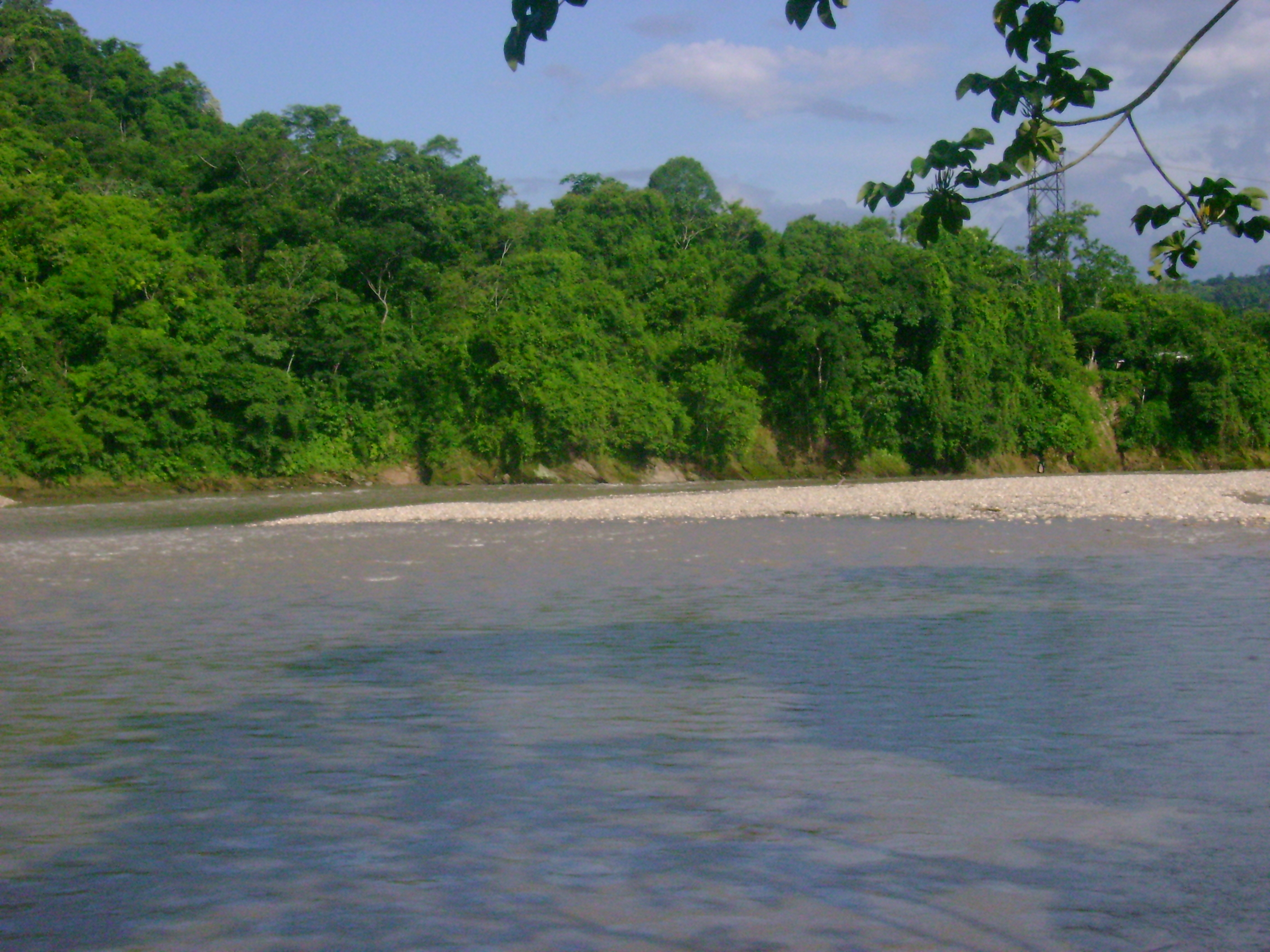
Il Río Chapare nella foresta amazzonica del dipartimento di Cochabamba

Il 22,5% del territorio è totalmente/parzialmente protetto.

### La problematica ambientale in Bolivia
L'attività umana ha avuto e continua ad avere un grosso impatto sugli ecosistemi naturali della Bolivia. In epoca storica gli isolati boschi delle Ande, composti principalmente da una specie sempreverde del genere Polylepis (localmente nota come queñua) vennero quasi totalmente distrutti per usi civili (legna e costruzione).
Nelle aree tropicali gli ambienti naturali si erano conservati quasi intatti fino alla metà del XX secolo. Gli effetti sugli ecosistemi dell'alta densità della popolazione durante lo sviluppo della cultura idraulica de las Lomas sono solo ipotizzabili dato che le modifiche macroclimatiche del XIII secolo decimarono quelle popolazioni obbligandole al semi-nomadismo. Durante l'auge dello sfruttamento della gomma, nelle foreste del nord della Bolivia, negli attuali dipartimenti di Beni e Pando, tra la fine del XIX secolo e gli inizi del XX secolo, si ebbero localmente effetti negativi sulla fauna che però si ristabilì una volta cessato il boom economico dell'estrazione.

### Biodiversità
La Bolivia è nota come un Paese con grande biodiversità. Pur restando ancora notevoli margini di ricerca, attualmente in Bolivia sono state classificate circa 25 000 specie di piante, 1 400 di uccelli, 550 di pesci, 325 di mammiferi, 260 di rettili e quasi 200 di anfibi.
Questa enorme diversità biologica è però in alcuni casi, come per altri Paesi del bacino amazzonico, fortemente minacciata. Gli ecosistemi naturali maggiormente minacciati sono quelli delle foreste tropicali, che hanno subito una notevole riduzione sia in termini di estensione come di valore biologico.
Si può stimare che annualmente vengono distrutti ben 700 000 ettari di foreste. Questo dato è stato in costante crescita negli ultimi venti anni e in forte aumento negli ultimi cinque anni. Le ragioni principali di questa minaccia sono concomitanti fenomeni: espansione della frontiera agricola, agroindustria, imprese del legname, caccia e di sussistenza.

### Effetti del cambiamento climatico
La Bolivia è particolarmente vulnerabile alle conseguenze negative del cambiamento climatico. Il 20% dei ghiacciai tropicali del mondo si trova all'interno di questo paese, ed essi sono più sensibili ai cambiamenti di temperatura a causa del clima tropicale in cui si trovano. Le temperature nelle Ande sono aumentate di 0,1 °C per decennio dal 1939 al 1998, e più recentemente il tasso di aumento è triplicato (a 0,33 °C per decennio dal 1980 al 2005), provocando il ritiro dei ghiacciai a un ritmo accelerato, e dando luogo a carenze idriche impreviste nelle città agricole andine. Gli agricoltori cercano lavori temporanei in città quando c'è scarso rendimento per i loro raccolti, mentre altri hanno iniziato ad abbandonare il settore agricolo e stanno migrando verso le città vicine per altre forme di lavoro; alcuni considerano questi migranti come una prima generazione di profughi climatici. Le città vicine a terreni agricoli, come El Alto, affrontano oggi la sfida di accogliere nuovi migranti; poiché non esistono fonti d'acqua alternative, la distribuzione di acqua in città subisce restrizioni.

### Espansione frontiera agricola

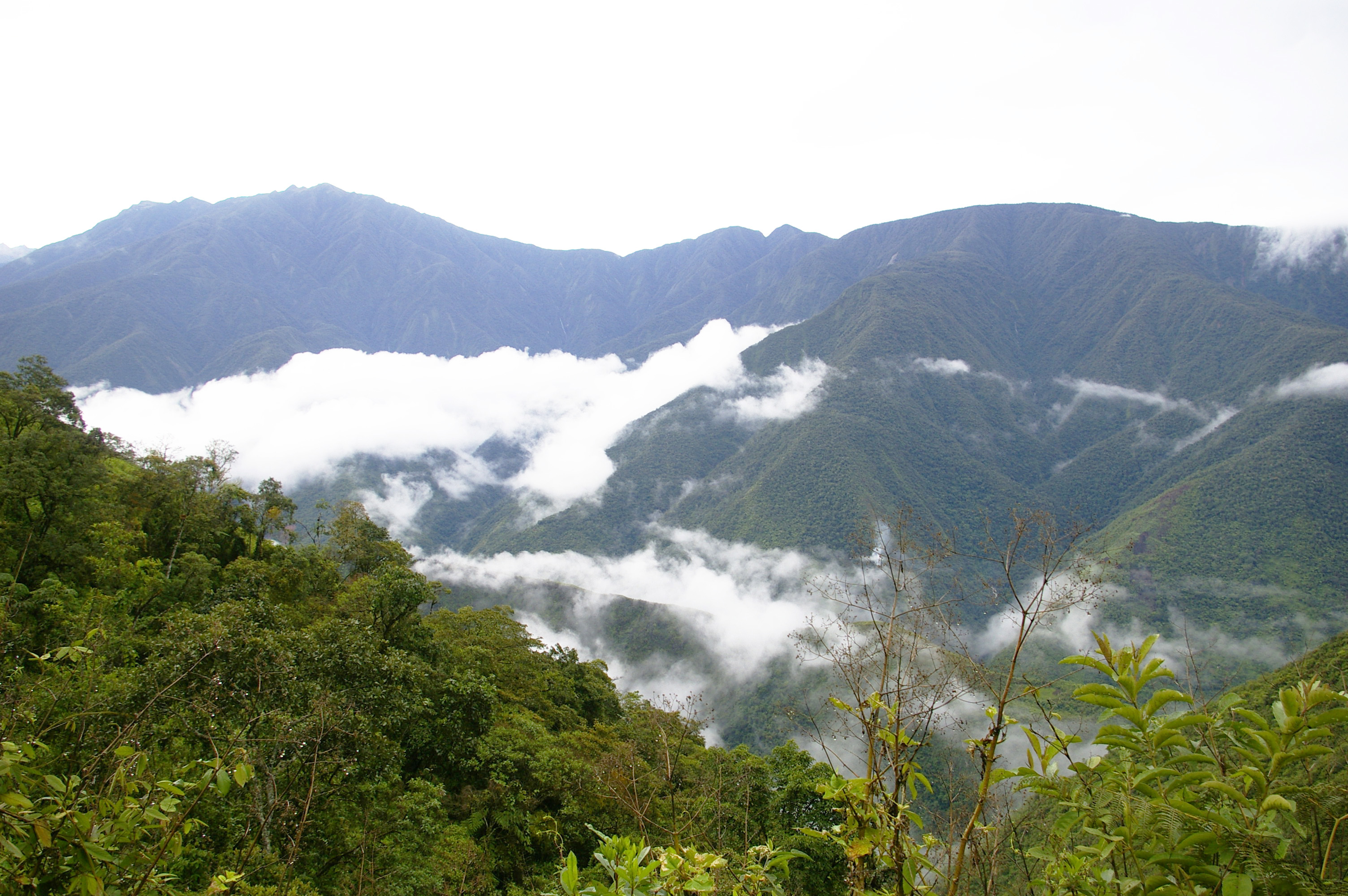
Los Yungas, La Paz

Si tratta di un fenomeno che interessa la Bolivia principalmente dalla metà degli anni cinquanta, con la rivoluzione nazionalista del 1952 e la successiva riforma agraria del 1953. Per accontentare la richiesta di terre il governo avviò un piano di colonizzazione per i contadini quechua e aymara verso le aree dei bassopiani orientali tropicali: si chiamò questo processo la "marcia verso l'oriente". Uno dei principi di questo fenomeno era che si trattasse di terre inabitate. Quelle terre invece, per quanto non sottomesse ad attività umane intensive, erano abitate da numerosi popoli indigeni. Si ebbe così un fenomeno, poco studiato, di una popolazione indigena maggioritaria, quella andina quechua e aymara, che invade i territori e marginalizza gradualmente i popoli indigeni minoritari amazzonici e del Chaco. Questo processo è tuttora in evoluzione e la colonizzazione agricola del tropico interessa ora tutte le regioni orientali ove si insediano, od occupano terre, contadini provenienti dalla realtà geografica andina con scarse o nulle conoscenze dell'ambiente tropicale e dei suoi metodi agricoli. Tal fenomeno si può constatare osservando come i terreni dei coloni andini siano spesso, per varie ragioni (maggior interrelazione con il mercato, mobilità stagionale, interessi vari e non unicamente agricoli), una tabula rasa della passata foresta, mentre le popolazioni locali, originarie o meticce, conservano nei loro terreni ampi spazi naturali e, attorno alle case, un vero orto botanico in cui possono incontrarsi più di cinquanta specie vegetali di varia utilità (alimentare, costruzione, medicinale, tessile, cosmetica, rituale, ecc.).
Poco noto è anche il fenomeno dell'impatto ambientale della coltivazione della coca. Oltre all'inquinamento di fiumi e ruscelli - per l'uso di sostanze chimiche nel primo processo di trasformazione delle foglie di coca in pasta base di cocaina, processo che si svolge quasi esclusivamente nei luoghi di produzione delle foglie - le coltivazioni di coca hanno portato alla distruzione di grandi settori della foresta pluviale del piedimonte andino, una delle foreste a maggiore biodiversità della Terra, inclusa quella del Territorio Indigeno e Parco Nazionale Isiboro Secure e del Parco Nazionale Carrasco.

## Cultura

### Produzione letteraria

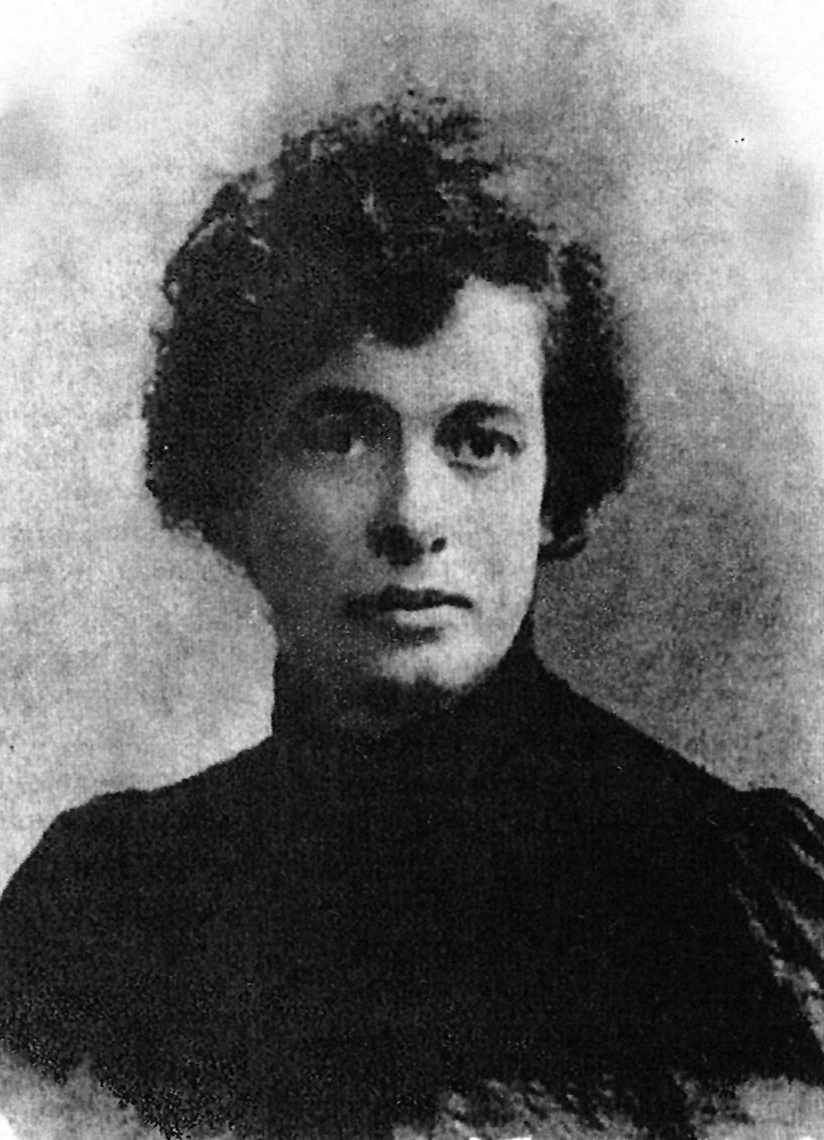
Adela Zamudio.

Nell'ambito di una produzione letteraria boliviana ricordiamo per il XIX secolo Nataniel Aguirre, anche drammaturgo, e per il XX secolo Víctor Montoya e Adela Zamudio, scrittrice e nota esponente del movimento femminista boliviano.

### Musica

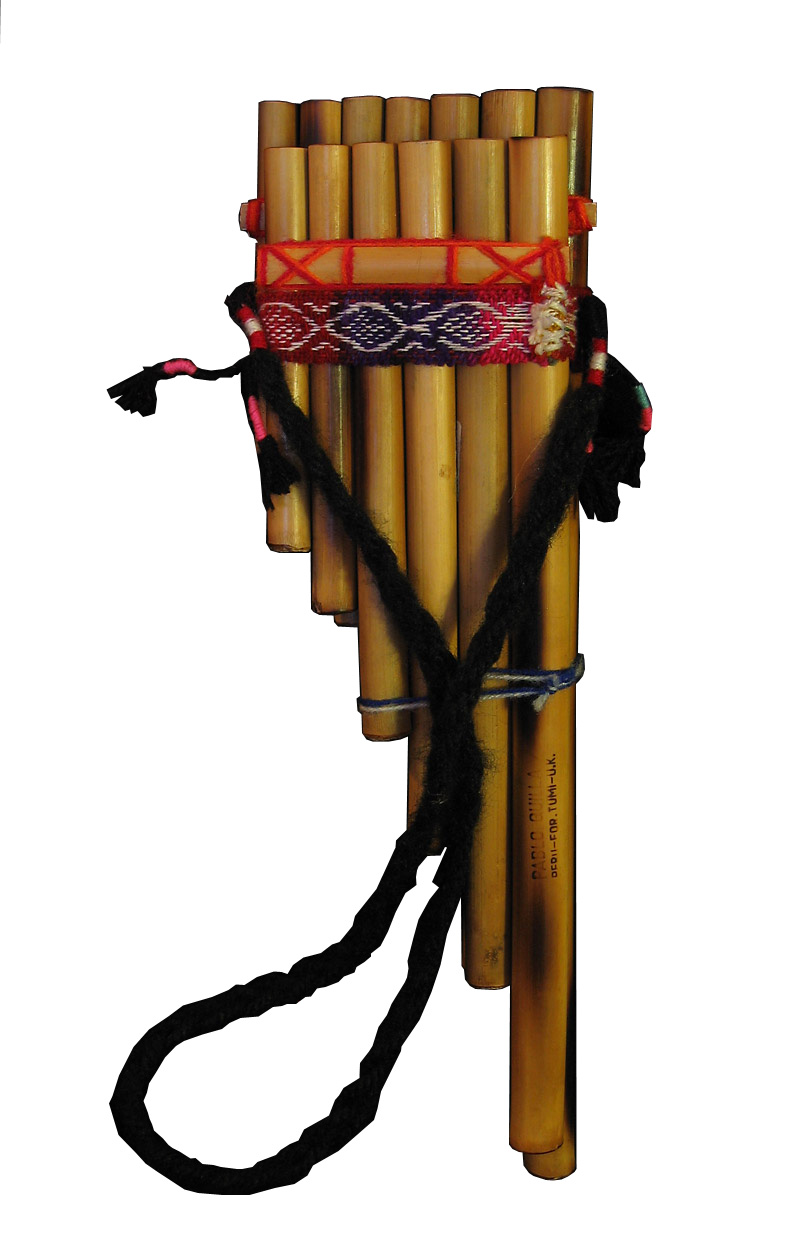
Zampoña

La musica tradizionale della Bolivia è composta con strumenti musicali come il charango, charangon, ronroco, hualaycho, zampoña, quena, bombo, huancara, reco reco, scatola chiapya, pinquillo, tarka, toyos, pututu, sassofono andina, e zoccoli di pecore che vengono composti come una sorta di agitatore, così come strumenti musicali europei come il violino e chitarra.
Le forme musicali più note sono il Bailecito, Kullawada, Tonada (o, direttamente Tinku), Taquirari, Carnavalito, Lamento, Saya, Tuntuna, Taki Taki e Cueca.
Tra i gruppi musicali boliviani spiccano i Los Kjarkas, leggendario gruppo boliviano, e i Pk2.

### Cinema
Il cinema della Bolivia comprende film e video realizzati all'interno della Bolivia o da registi boliviani all'estero. Sebbene le infrastrutture cinematografiche del Paese siano troppo piccole per essere considerata un'industria cinematografica, la Bolivia ha una ricca storia del cinema. La Bolivia ha sempre prodotto lungometraggi dal 1920, molti dei quali sono documentari; il tema predominante di molti film boliviani sono le culture indigene del Paese e la loro oppressione politica. Tra i film premiati spicca La nación clandestina (1990) del regista boliviano Jorge Sanjinés, film vincitore della Concha de Oro al Festival internazionale del cinema di San Sebastián.

### Patrimoni dell'umanità
La Bolivia possiede un importante patrimonio culturale tanto che diversi siti sono stati iscritti nella Lista dei patrimoni dell'umanità dell'UNESCO.

### Bolivia nello spazio
20 dicembre 2013: viene lanciato Túpac Katari 1 (TKSAT-1), primo satellite boliviano.

## Ricorrenza nazionale

### Ricorrenze con sospensione di attività
- 1º gennaio: Capodanno.
- 22 gennaio: Giorno dello Stato Plurinazionale.
- Febbraio/Marzo: Carnevale, generalmente due giorni prima del Mercoledì delle ceneri.
- Marzo/Aprile: Settimana santa.
- 1º maggio: Festa dei lavoratori.
- Giugno: Corpus Domini.
- 21 giugno: Capodanno aymara.
- 6 agosto: Día de la Independencia: Giorno dell'indipendenza della Bolivia, dalla Spagna nel 1825[57].
- 2 novembre: Tutti i Santi.
- 25 dicembre: Natale.

### Altre ricorrenze nazionali
- 6 giugno: Día del maestro, celebra la data di nascita dello scrittore ed educatore boliviano Modesto Omiste Tinajeros.[58]
- 11 ottobre: Día de la Mujer Boliviana, in onore alla data di nascita della scrittrice ed esponente del movimento femminista boliviano Adela Zamudio.[59]

## Sport

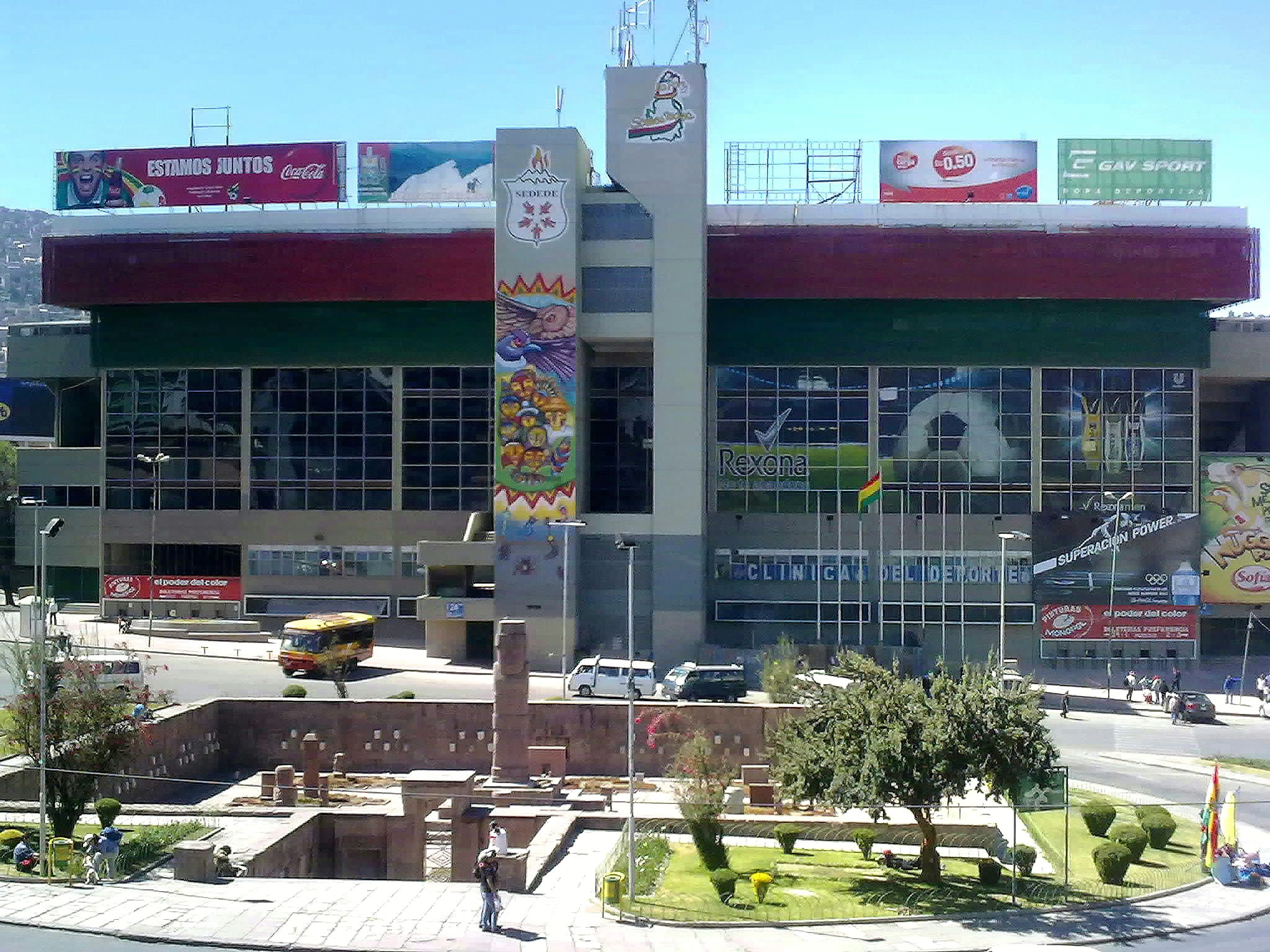
Estadio Hernando Siles, principale stadio della nazione, localizzato a La Paz

Lo sport più praticato è il calcio; la Nazionale di calcio della Bolivia è posta sotto l'egida della federazione calcistica boliviana. Ha vinto la Copa América nel 1963 e conta tre presenze al Campionato del mondo, dove è sempre stata eliminata al primo turno. La Verde, soprannome della selezione boliviana derivato dal colore della maglia da gioco, è nota per sfruttare spesso il fattore campo, dal momento che gioca le partite casalinghe a La Paz, a 3600 m s.l.m., quindi in condizioni ambientali piuttosto difficili per gli avversari. Nonostante questo, è storicamente una delle Nazionali più deboli della CONMEBOL.
Il secondo sport più popolare nel paese è il racquetball, disciplina in cui la Bolivia ha vinto 13 medaglie ai Giochi panamericani.
Importante è anche il ciclismo. Nel ciclocross, il boliviano Paulo Víctor Aguilera è stato cinque volte campione del mondo.

## Gastronomia

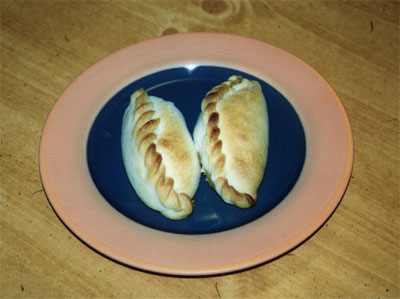
Salteñas

La cucina boliviana deriva principalmente dalla combinazione di cucina spagnola con i tradizionali ingredienti indigeni Aymara, con successive influenze argentine, tedesche, italiane, basche, russe, polacche, e arabe per l'arrivo di immigrati provenienti da tali paesi. I tre prodotti principali della cucina boliviana sono mais, patate e fagioli. Questi ingredienti sono stati combinati con un certo numero di prodotti portati dagli spagnoli, come il riso, il grano, e la carne, tra cui manzo, maiale e pollo.